# Tbilissi
 (mars 2016).
Si vous disposez d'ouvrages ou d'articles de référence ou si vous connaissez des sites web de qualité traitant du thème abordé ici, merci de compléter l'article en donnant les références utiles à sa vérifiabilité et en les liant à la section « Notes et références ».

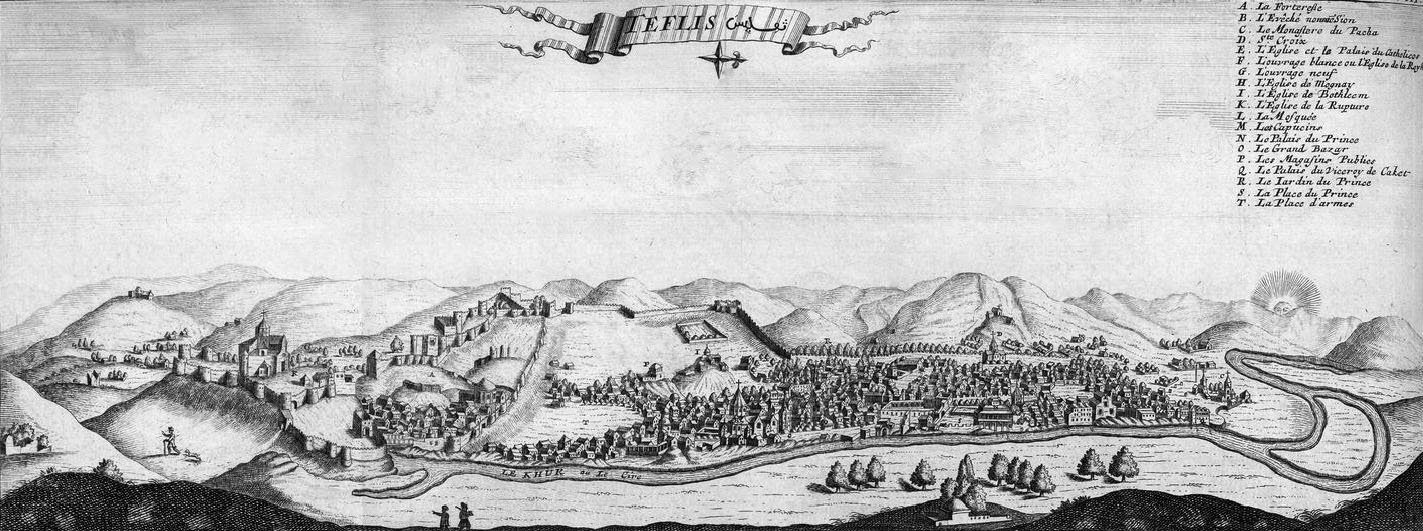
Vue de Tbilissi en 1671, par le voyageur français Jean Chardin.

Tbilissi (en géorgien თბილისი, T’bilisi, /tʰbi.li.si/), appelée Tiflis jusqu'au 17 août 1936, est la capitale de la république de Géorgie. Située sur les rives du fleuve Koura (ou Mt'kvari), la ville couvre une superficie de 726 km2 et comptait 1 113 000 habitants au 1er janvier 2016.

## Étymologie
Le nom dérive de l'ancien géorgien თბილისი Tp'ilisi signifiant (source) chaud(e) — effectivement il y a une source d'eau chaude, riche en soufre dans une zone adjacente à l'actuelle place portant le nom du fondateur de la ville, le roi Vakhtang Gorgasali (440-502 ou 522).
La terminaison -i est une marque de la langue géorgienne.
Si son nom en langue géorgienne fut toujours თბილისი Tbilissi, à partir des contacts grecs, la ville prend le nom de Tiflis Τιφλίδα / Tiphlída. Ce nom perdure grâce au rayonnement économique et culturel du royaume et de la cité, y compris sous la domination perse puis khazare et surtout turco-seldjoukide avec l'émirat de Tbilissi de 736 à 1122,.
Le nom de Tiflis est « adopté » par toutes les langues étrangères. Mieux encore, le nom de Tiflis coexiste avec le nom de Tbilissi jusqu'à nos jours, si bien qu'il devient difficile de déterminer quand une appellation supplante l'autre tout au long de l'Histoire.
Néanmoins, à partir de 1937, le nom actuel de la ville, Tbilissi, est définitivement utilisé dans le quotidien Izvestia, (en russe « Les Nouvelles ») fondé en 1917. Le retour à l'appellation géorgienne Tbilissi a été imposé par la volonté de Staline dans un oukaze en date du 17 aout 1936.

## Généralités
Fondée au Ve siècle de l’ère chrétienne par le roi d'Ibérie Vakhtang Gorgasali, elle devint la capitale du royaume de Géorgie orientale (ou Ibérie) au VIe siècle et se transforma bientôt en une grande ville de commerce, riche de culture. Sa partie historique est inscrite par un comité de l'UNESCO sur la liste indicative du patrimoine mondial.
La ville est aujourd'hui en train de devenir une  étape importante de la route des énergies naturelles et des projets de commerce. Située sur un point stratégique entre l'Orient et l'Occident, et également sur le chemin de la route de la soie (Boukhara-Tbilissi-Erzurum-Trébizonde), Tbilissi a souvent été convoitée par les puissances voisines et fut le théâtre de plusieurs conflits violents ou indirects (« Le Grand Jeu ») entre les grands pays l'entourant. L'histoire de la ville peut aujourd'hui être comprise par son architecture, où l'avenue haussmannisée de Roustaveli et le centre-ville rivalisent avec les quartiers voisins médiévaux.
La démographie de la ville est très diverse. Historiquement, elle accueillit des communautés de différentes cultures, religions et ethnies. Même si la ville, tout comme le pays, est majoritairement orthodoxe, Tbilissi est l'un des rares endroits à avoir une mosquée et une synagogue l'une à côté de l'autre, dans l'ancienne Tbilissi ; ces deux établissements religieux sont eux-mêmes situés à quelques mètres de l'église de Metekhi.
Dans l'histoire récente, Tbilissi se fit connaître par la révolution des Roses qui eut lieu autour du parc de la Liberté et près des bâtiments parlementaires, en faisant suite aux résultats contestés des élections législatives de 2003 ; ce qui mena à la démission du président Édouard Chevardnadze.
Tbilissi ne possède qu'un seul aéroport international. Plusieurs destinations touristiques, telles que la nouvelle cathédrale de la Trinité (la Sameba), le parc d'attraction Mtatsminda — fondé par les Soviétiques et point le plus haut de la ville (720 mètres) —, le parc de la Liberté, l'église de Metekhi, le quartier Narikala, le parlement de Géorgie, l'avenue Roustavéli, l'opéra de Tbilissi, notamment font la renommée de la ville. Elle est également celle de plusieurs artistes célèbres, dont Niko Pirosmani (1862-1918) et Lado Goudiachvili (en) (1896-1980).

## Géographie

### Topographie et situation
Tbilissi se trouve en Transcaucasie (Caucase du Sud) à 41° 43' de latitude nord et 44° 47' de longitude est, à latitude équivalente de villes comme Barcelone, en Espagne, ou Rome, en Italie.
La ville est située à l'est de la Géorgie, sur les rives de la Koura (Mt'k'vari, en géorgien), entre le Grand Caucase et le Petit Caucase, à l'endroit où les deux chaînes ne sont séparées que par l'étroite vallée du fleuve.
Le second cours d'eau est la Vera ou Vere, affluent de la Koura, et dont un incident naturel a provoqué l'inondation de 2015.
Le troisième cours d'eau est le ruisseau éventuellement torrentueux Leghvta, visible dans le quartier des bains, alimenté par une cascade.
Le site de la ville, à un angle de la Koura, avec des falaises, est stratégique. Le cours a peu été aménagé, à part le rattachement à la rive droite de l'île Madatowski, visible sur les cartes, de 1912 par exemple.
La ville de Tbilissi, d'une superficie de 726 km2, s'étale à des altitudes comprises entre 380 m et 770 m. Au nord, la ville est limitée par la cordillère de Sagouramo (en), à l'est et au sud-est par la plaine de Iori, et à l'ouest, son expansion est empêchée par la cordillère de Trialéti, de relief plutôt accidenté.
La ville, située dans une zone sismique, est frappée parfois par des tremblements de terre (dont celui de 2002).

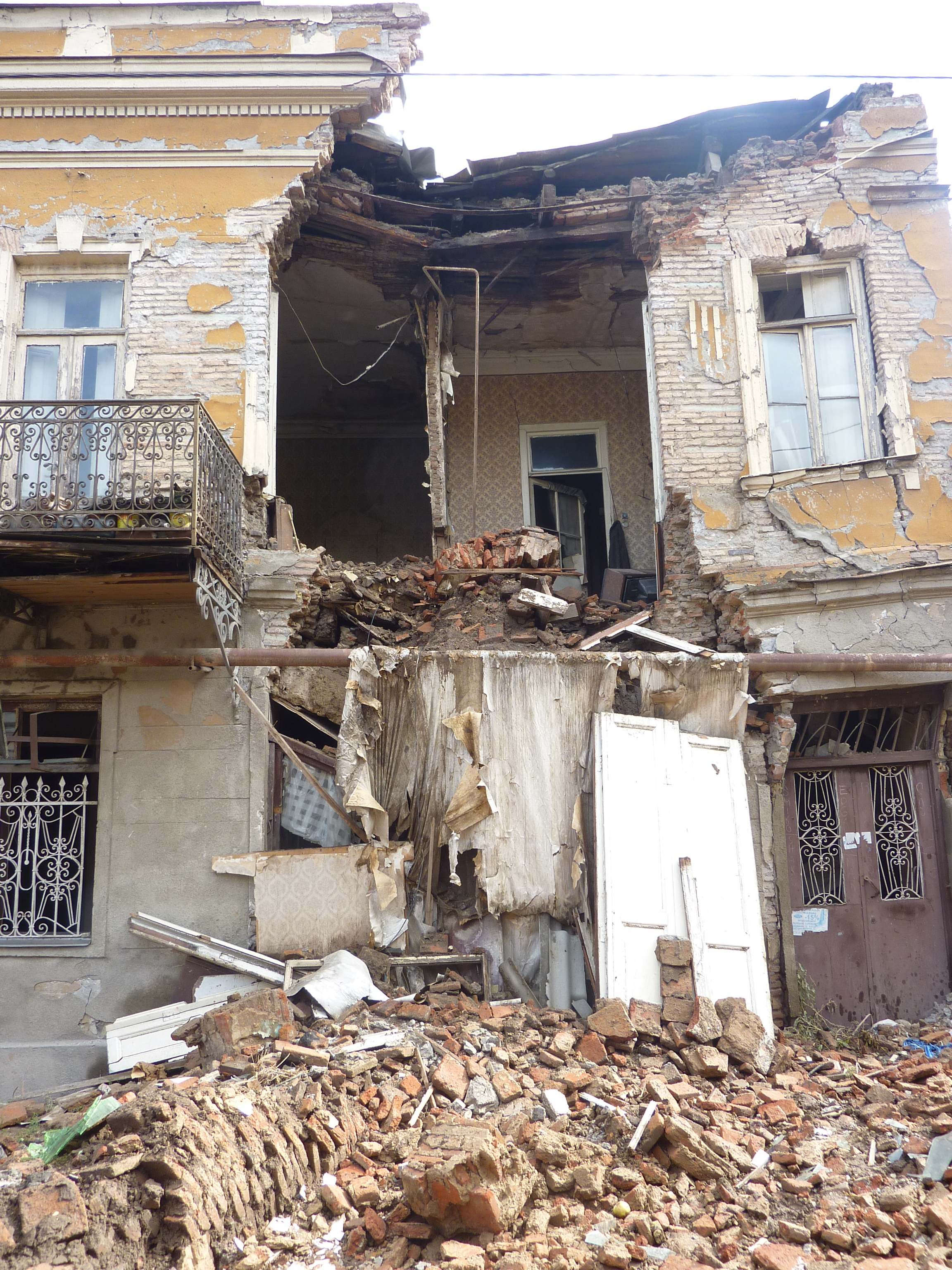
Immeuble effondré à la suite d'un tremblement de terre dans la vieille ville.
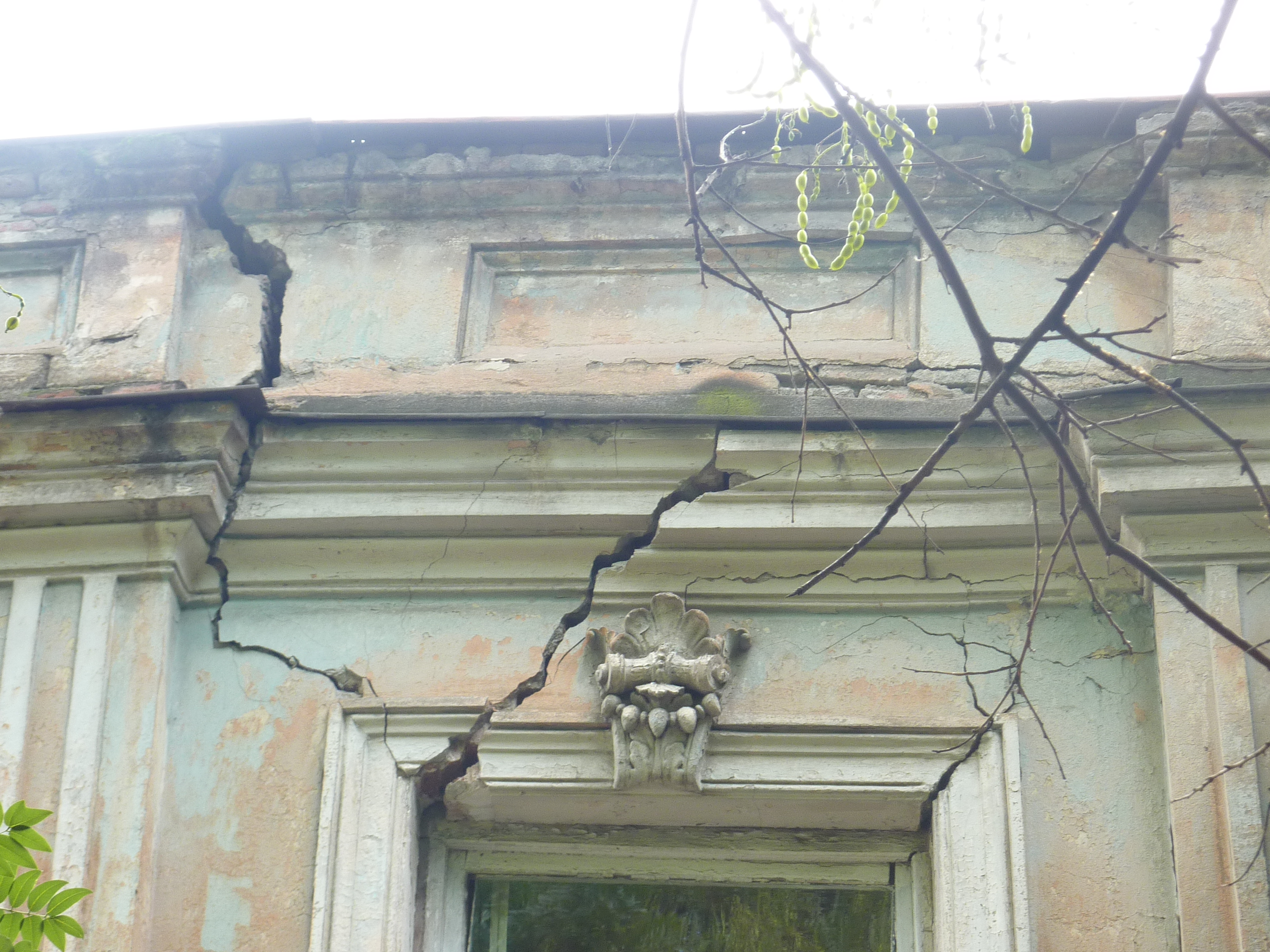
Immeuble lézardé à la suite d'un tremblement de terre dans la vieille ville.

Le grand réservoir d'eau, au nord de la ville, communément appelé « mer de Tbilissi », est alimenté depuis 1951 par un canal tirant sa source de la rivière Iori, qui coule dans la steppe de Samgori (quartier est de Tbilissi, rive gauche).

Panorama de Tbilissi, traversée par le fleuve Koura.

### Climat
Le climat de Tbilissi jouit d'un climat continental modéré. Le climat de la ville subit la double influence des masses d'air sèches en provenance d'Asie centrale et des masses d'air océaniques en provenance de la mer Noire.
Tbilissi connaît des hivers très frais et assez secs avec une température moyenne de 1,5 °C en janvier et des étés chauds avec une température moyenne de 24,5 °C en juillet. Fait on ne peut plus typique des climats continentaux chauds, Tbilissi présente généralement une fin de printemps et un début d'été assez orageux (les précipitations sont maximales en mai et juin), alors que la fin d'été est généralement beaucoup plus sèche. La relative douceur des températures en hiver s'explique par la proximité de deux grandes masses d'eau (la mer Noire et la mer Caspienne) et par le fait  que la chaîne de montagne du Grand Caucase empêche l'intrusion des masses d'air froides en provenance de Russie. La neige ne tient au sol en moyenne que 13 jours par an (hauteur moyenne de 2 cm en février avec un maximum de 44 cm).
- Température record la plus froide : −24,4 °C (janvier 1883)
- Température record la plus chaude : 40,3 °C (août 1957)
- Nombre moyen de jours avec de la neige dans l'année : 26
- Nombre moyen de jours de pluie dans l'année : 123
- Nombre moyen de jours avec de l'orage dans l'année : 35

| Mois                              | jan.  | fév.  | mars  | avril | mai  | juin | jui. | août | sep. | oct. | nov. | déc.  | année |
| --------------------------------- | ----- | ----- | ----- | ----- | ---- | ---- | ---- | ---- | ---- | ---- | ---- | ----- | ----- |
| Température minimale moyenne (°C) | −1,5  | −0,8  | 3     | 8,1   | 12,1 | 16   | 19,4 | 18,6 | 15   | 9,4  | 4,5  | 0,5   | 8,4   |
| Température moyenne (°C)          | 1,5   | 2,4   | 6,8   | 13    | 17   | 21,1 | 24,5 | 23,7 | 19,8 | 13,6 | 7,8  | 3,4   | 12,9  |
| Température maximale moyenne (°C) | 5,9   | 7,1   | 12,2  | 19,3  | 23,1 | 27,5 | 31   | 30,2 | 26,1 | 19,4 | 12,7 | 7,8   | 18,6  |
| Record de froid (°C)              | −24,4 | −14,8 | −12,8 | −4,8  | 1    | 6,3  | 9,3  | 8,9  | 0,8  | −6,4 | −7,1 | −20,5 | −24,4 |
| Record de chaleur (°C)            | 19,5  | 22,4  | 28,7  | 31,6  | 34,9 | 38,7 | 40   | 40,3 | 37,9 | 33,3 | 27,2 | 22,8  | 40,3  |
| Précipitations (mm)               | 20    | 29    | 31    | 51    | 84   | 84   | 41   | 43   | 35   | 41   | 35   | 23    | 517   |

## Histoire
L'histoire de Tbilissi, en tant que capitale de Géorgie, remonte au Ve siècle. Durant ses 1 500 ans d'histoire, elle fut un centre culturel, politique et économique important de la région du Caucase. Située sur les plus grandes routes de commerce, la ville fut occupée au moins vingt fois par des ennemis extérieurs. Depuis 1991 et l'indépendance de la Géorgie, Tbilissi est la capitale de la République de Géorgie.

### Les débuts

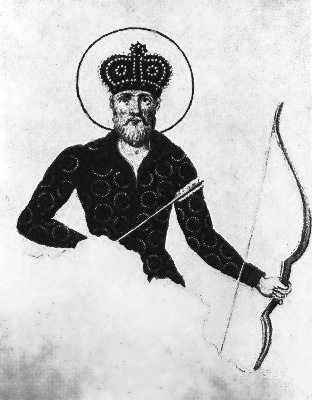
Vakhtang Ier Gorgassal est considéré comme le fondateur de Tbilissi.

La légende[réf. nécessaire] raconte que le territoire de l'actuelle Tbilissi était, jadis, complètement recouvert par une forêt dans laquelle la Cour de Mtskheta allait parfois chasser, au plus tard jusqu'en 458. Selon la tradition, Vakhtang Ier Gorgassali, roi d'Ibérie, chassait au faucon dans cette contrée boisée (parfois, le faucon est remplacé dans la légende par un petit oiseau), quand celui-ci attrapa un faisan. Mais les deux oiseaux tombèrent dans une source d'eau chaude proche, et moururent. Le roi Vakhtang fut si étonné par la découverte de sources d'eau, qu'il décida de fonder une ville à cet endroit. Il nomma la ville Tpili, ce qui veut dire chaud en géorgien. Ainsi, Tpili, ou Tbilissi (endroit chaud), reçut son nom à cause de ses nombreuses sources d'eau chaude.
Les études archéologiques de la région ont révélé que le territoire de Tbilissi fut occupé par des êtres humains au plus tôt au IVe millénaire avant notre ère, tout comme les kourganes de Lagodekhi.
La source la plus ancienne mentionnant ce lieu (Pilado) date de la seconde moitié du IVe siècle, sous le règne de Varaz-Bakour Ier, quand celui-ci fit construire une forteresse dans la dite forêt. Vers la fin du même siècle, la forteresse tomba dans les mains des Perses, avant de revenir dans les mains des Géorgiens sous le règne de Vakhtang Ier. Ce dernier ne serait donc pas le fondateur de Tbilissi (Narikala), mais seulement l'auteur de l'agrandissement de la forteresse pour en faire une ville. Les territoires que le roi fit construire semblent recouper l'actuelle ancienne Tbilissi.
Le roi Vatché II d'Ibérie (roi de 522 à 534), fils et successeur de Vakhtang Gorgassali, déplace la capitale de son royaume de Mtskheta à Tbilissi, selon la volonté de son père. Sous son règne, le roi Vatché II termine également la construction de la forteresse entourant la ville, et établit ainsi les premières limites de Tbilissi. La nouvelle capitale devient bientôt une ville importante dans la région, au vu de sa position stratégique et favorable, au carrefour des chemins des marchands de l'Occident et de l'Orient.
La rivière Koura, entre la mer Caspienne et la mer Noire, est un tracé secondaire de la route de la soie.

### Domination étrangère
La position géographique de Tbilissi n'est toutefois pas si favorable que cela pour le royaume d'Ibérie. Située stratégiquement au cœur du Caucase, entre l'Europe et l'Asie, elle devient le principal objet de rivalités entre les différentes puissances voisines telles que l'Empire byzantin, la Perse, l'Arabie et la Turquie seldjoukide. Le développement culturel de la ville dépend ainsi des différents empires la dominant du VIe au Xe siècle. Toutefois, Tbilissi, comme le reste de la Géorgie orientale, réussit à préserver une autonomie notable vis-à-vis de ses conquérants.
À partir de 570/580, les Perses prennent Tbilissi et y règnent pour environ une décennie. En 627, elle est prise et saccagée par les armées byzantines et khazares. Vers 737, les Arabes entrent dans la ville sous le commandement de Marwan al-J`adîy al-Himâr et établissent un émirat dans la région avec pour capitale Tbilissi. En 764, la ville est à nouveau prise par les Khazars mais reste sous domination arabe. En 853, les armées du général arabe Boughba le Turc envahissent Tbilissi dans le but d'établir une domination abbasside dans le Caucase. La domination arabe sur Tbilissi continue ainsi jusque dans les années 1050, les Géorgiens y résidant ne pouvant se révolter. En 1068, la ville est encore une fois saccagée, cette fois par les Seldjoukides sous le sultan Alp Arslan.

### Tbilissi, capitale de la Géorgie de l'Âge d'Or

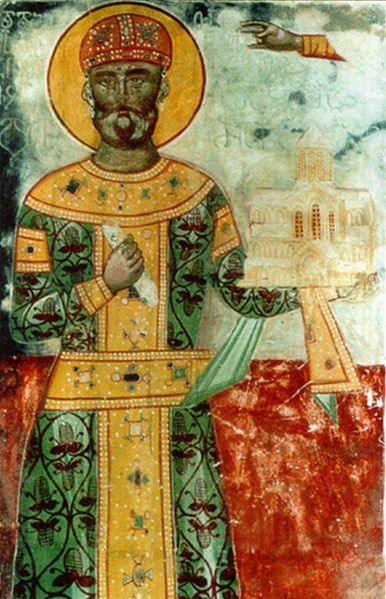
David IV le Reconstructeur fit de Tbilissi sa capitale dès 1122.

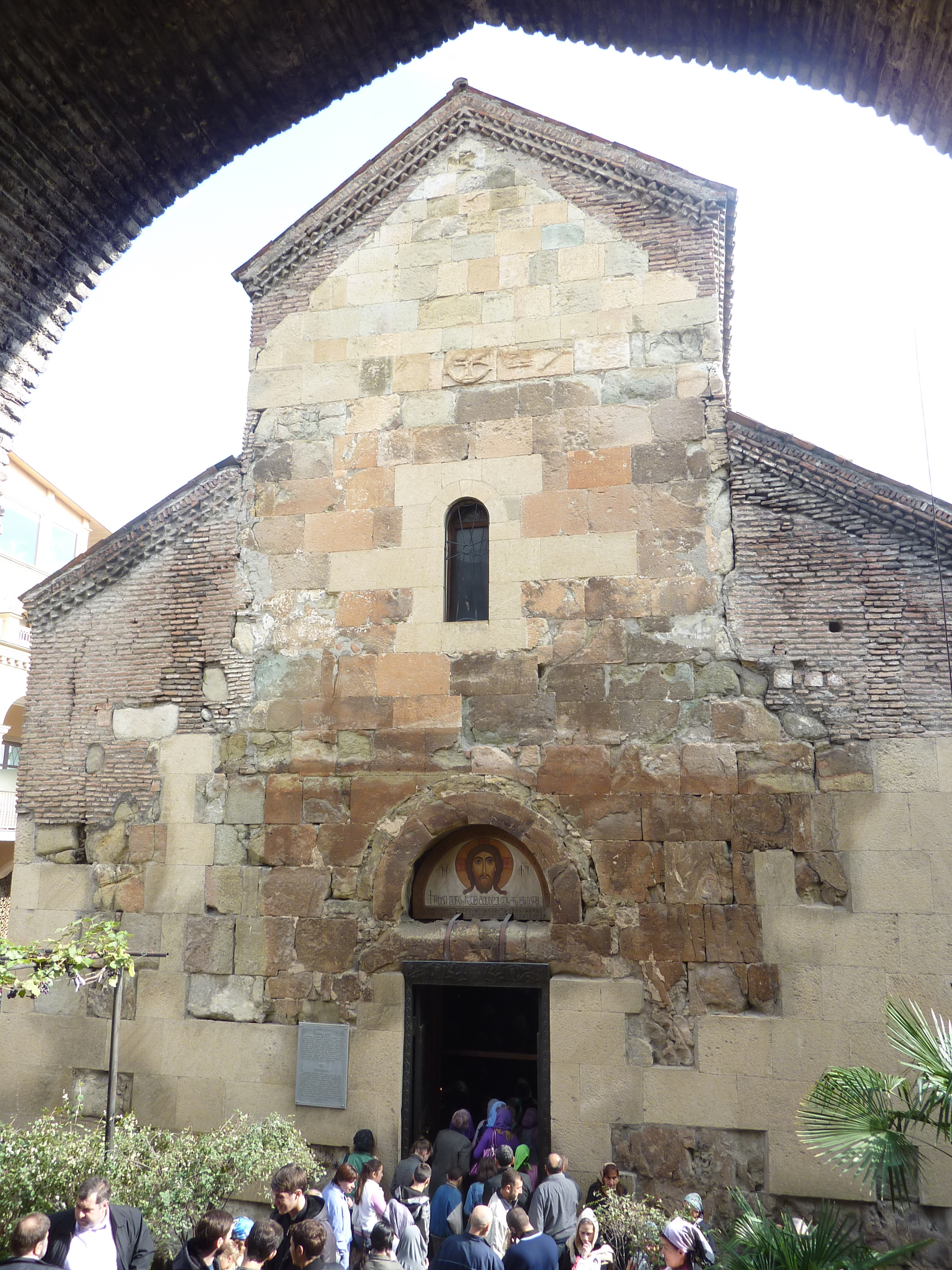
L'église d'Antchistaki, la plus ancienne de la ville (VIe siècle).

En 1122, après de violents combats contre les Turcs seldjoukides qui affrontaient au moins 60 000 Géorgiens et 300 000 Turcs, les troupes du roi de Géorgie David IV le Reconstructeur entrèrent dans Tiflis. À la fin des affrontements contre les musulmans dans la région, le roi déplaça sa capitale de Koutaïssi (en Géorgie occidentale) à Tbilissi, ce qui marqua le début du rôle de cette ville en tant que symbole de l'unification géorgienne. À partir du XIIe siècle, Tbilissi devint donc une ville dans laquelle le pouvoir dominant de la région pouvait profiter d'une bonne situation économique (avec un commerce bien développé et des travaux qualifiés), et d'une structure sociale bien établie. À la fin du siècle, la ville s'agrandit et acquit une population de 80 000 habitants[réf. nécessaire]. La ville devint également un centre culturel et littéraire important, non seulement pour les Géorgiens eux-mêmes, mais également pour nombre d'auteurs européens ou vivant au Proche-Orient. Sous le règne de la reine Tamar, le poète Chota Roustaveli travailla à Tbilissi et y écrivit son poème épique légendaire, Le Chevalier à la peau de panthère. Cette période est connue aujourd'hui sous le nom d'« Âge d'Or géorgien », ou bien de « Renaissance géorgienne ».

### Domination mongole et période de chaos
Toutefois, l'Âge d'Or de Tbilissi dure juste un siècle. En 1236, après avoir souffert de défaites écrasantes face aux Mongols, la Géorgie se retrouve soumise à Gengis Khan. La nation elle-même se préserve, garde une forme de semi-indépendance et ne perd guère son gouvernement ; mais Tbilissi est fortement influencée par les Mongols pendant au moins un siècle, aussi bien politiquement que culturellement. Dans les années 1320, les Mongols sont repoussés de Géorgie, et Tbilissi redevient la capitale d'une Géorgie indépendante, une nouvelle fois. Mais affaiblie par les événements précédents, la ville est en plus victime de calamités, dont la Grande Peste en 1366.

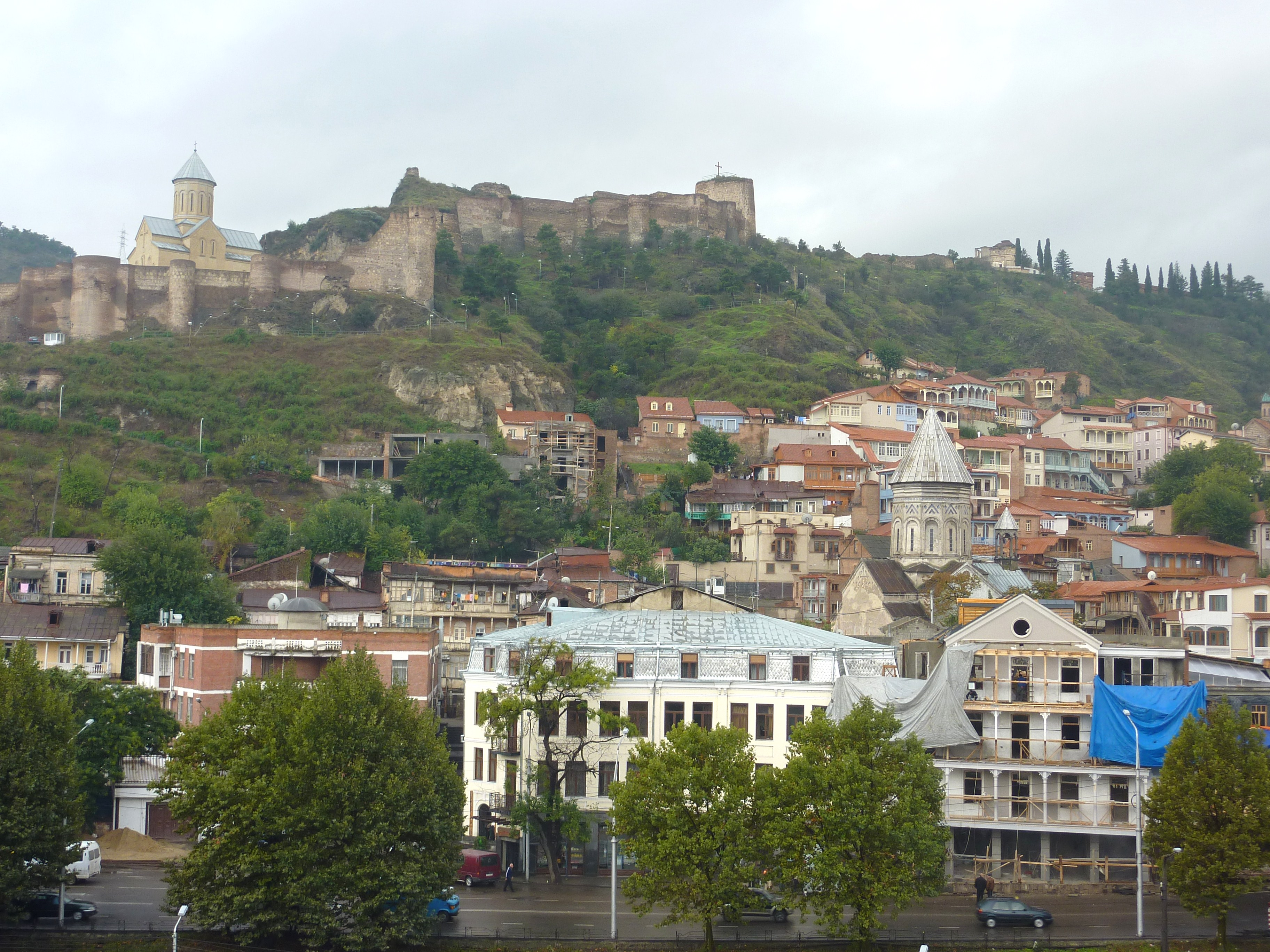
La vieille ville et la forteresse de Narikala.

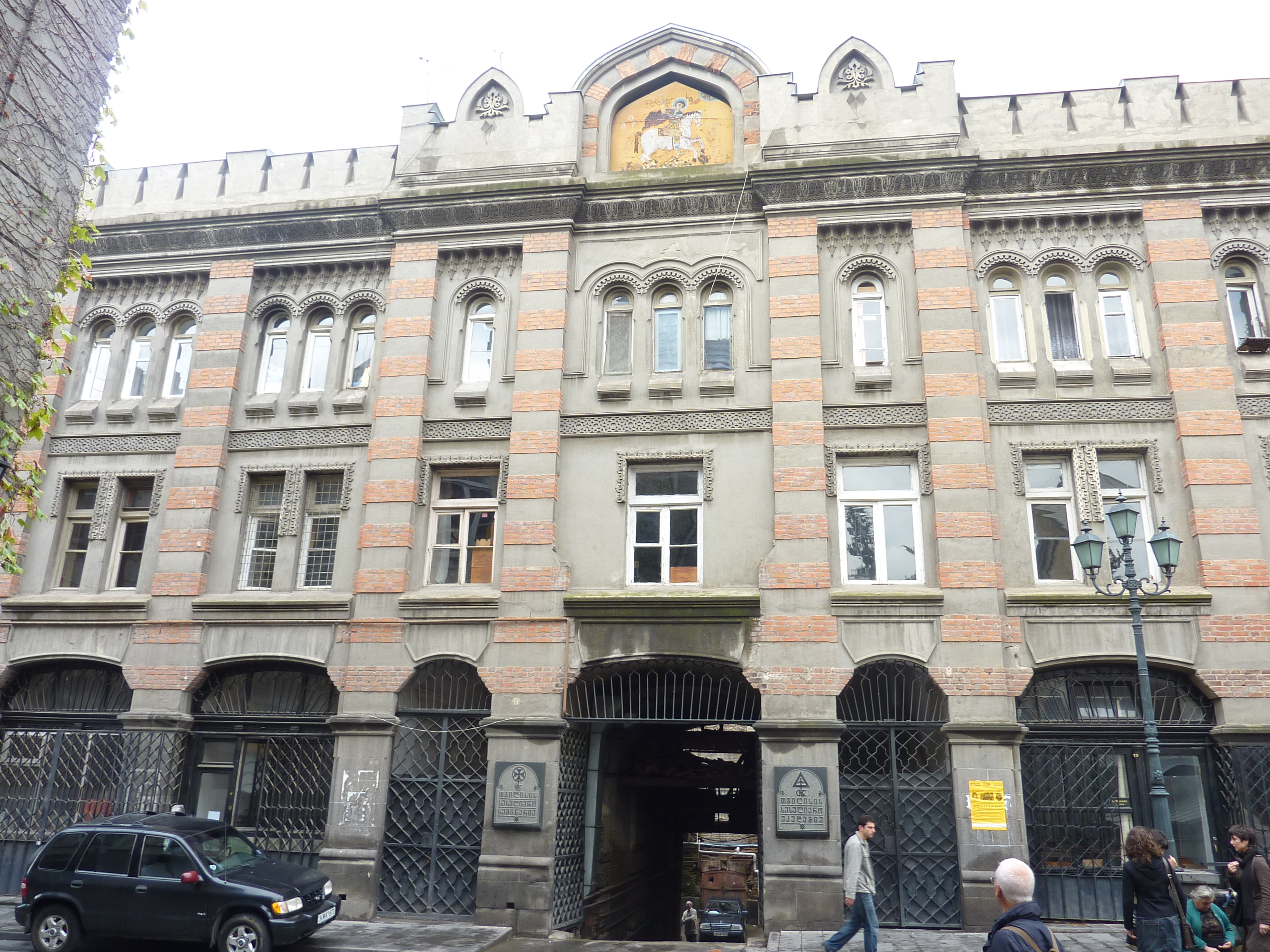
Façade de l'ancien caravansérail Téklés Karvasla.

De la seconde moitié du XIVe siècle jusqu'à la fin du XVIIIe siècle, Tbilissi redevient la cible de plusieurs envahisseurs et est complètement brûlée plusieurs fois. En 1386, Tbilissi est envahie par les armées de Tamerlan (Timour Lang). En 1444, la ville est prise et détruite par Jahan Shah (chef des Turkmènes Qara Qoyunlu). Puis entre 1477 et 1478, Tbilissi est agrégée à l'empire d'Uzun Hasan, l'ennemi du précédent envahisseur et chef des Aq Qoyunlu. En 1522, les Perses prennent la ville, libérée deux ans plus tard par le roi David X de Karthli. Durant cette période, certains quartiers de Tbilissi sont reconstruits, mais dès le XVIIe siècle, elle redevient le théâtre d'invasions terribles pour le pays. Cette fois, Tbilissi est plus un objet de conflit entre deux empires que la cible d'envahisseurs sanguinaires, car les Turcs ottomans et les Perses séfévides s'affrontent pour le contrôle de la ville. Plus tard, le roi Héraclius II de Géorgie (Irakli II) tente à plusieurs reprises (mais sans succès) de libérer Tbilissi de la domination perse, mais le seul résultat est l'incendie de l'ancienne capitale du Caucase, en 1795, par Agha Mohammad Shah. À ce moment, sentant que la Géorgie ne pourrait plus résister seule contre ses ennemis, le roi décide de faire appel à la Russie.
Tbilissi est aussi alors une étape sur l'un des itinéraires de la route de la soie, d'où la présence de nombreux caravansérails dont certains subsistent encore : celui de Téklés Karvasla, reconstruit après avoir été détruit par les Perses en 1795, de style « européano-mauresque », durement touché par le tremblement de terre de 2002, et réhabilité depuis.

### Tbilissi sous l'ère russe

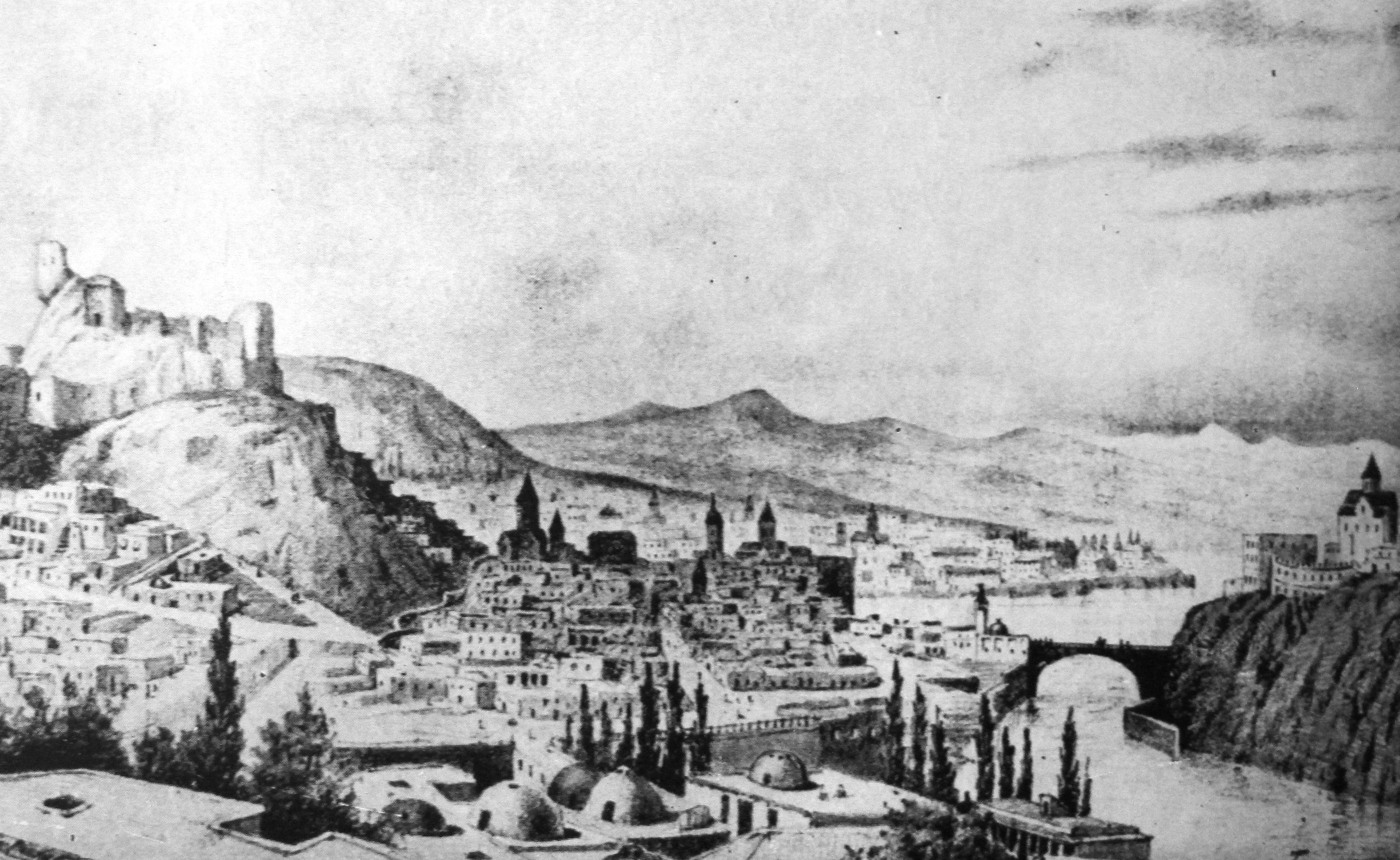
Tbilissi en 1829, vue par l'artiste polono-géorgien Henryk Hryniewski.

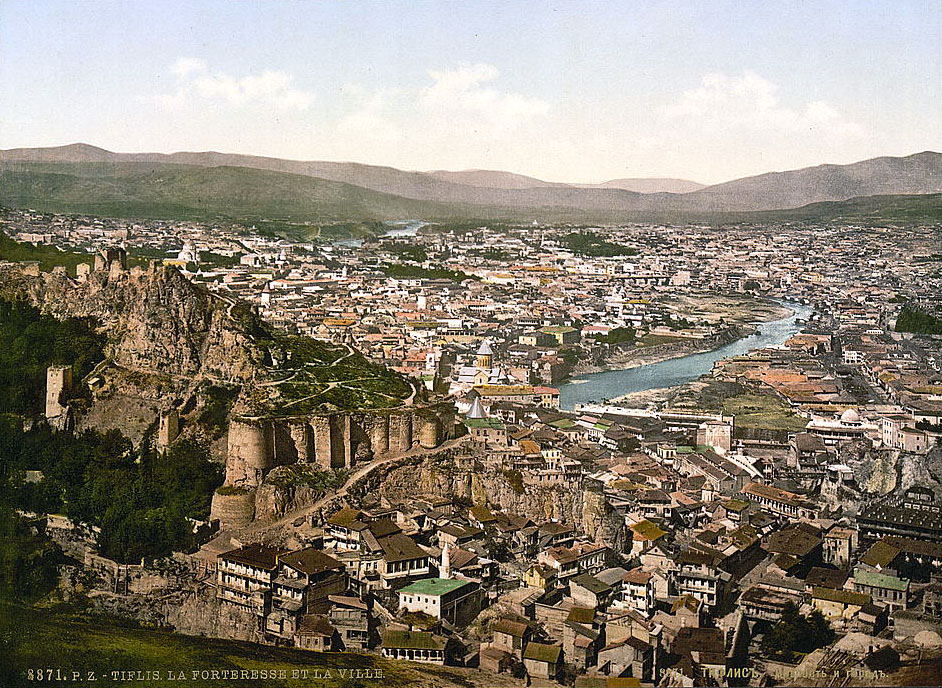
Vue de Tiflis dans les années 1890.

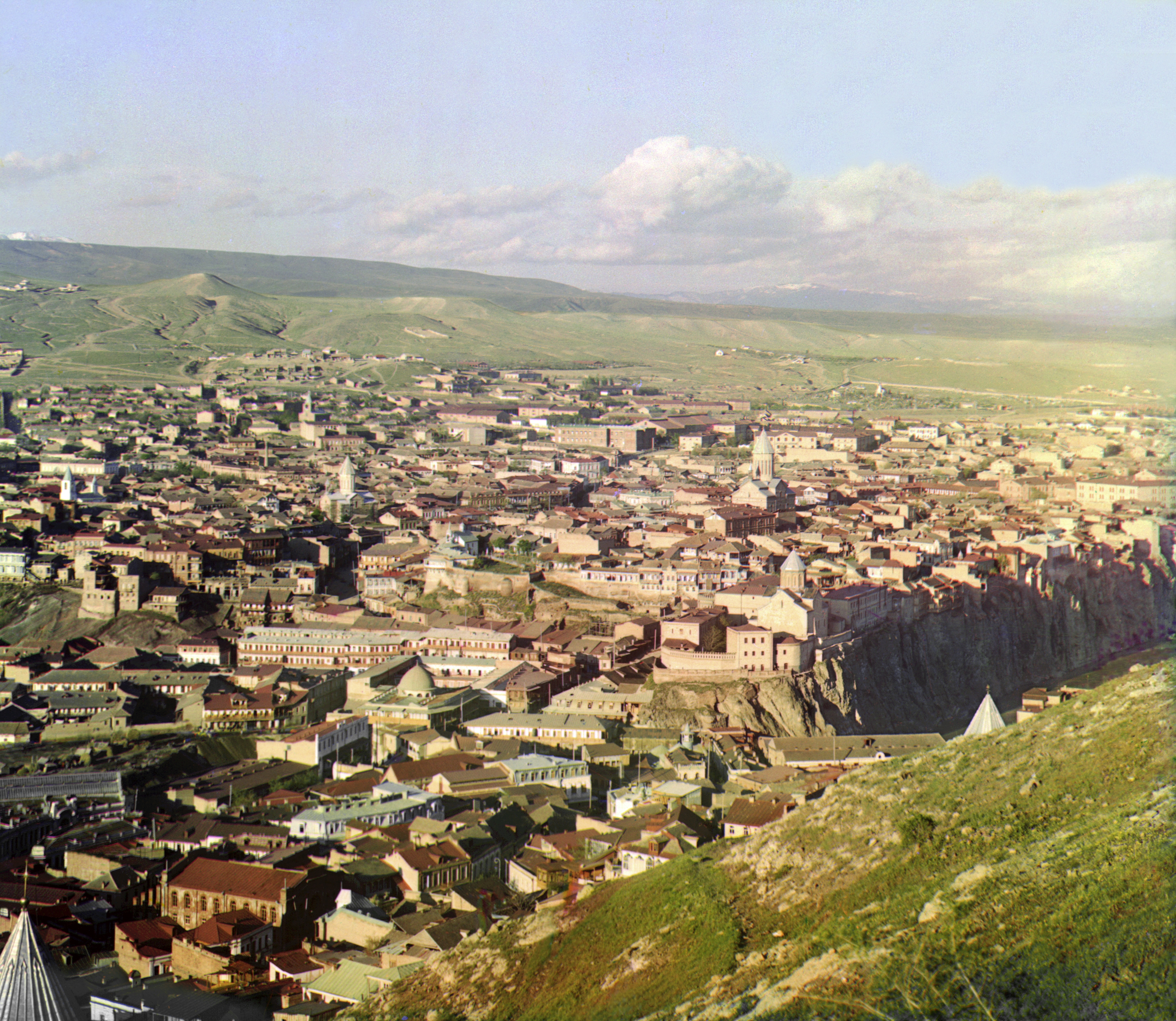
Tbilissi vers 1910.

En 1801, après que le royaume de Géorgie orientale Karthl-Kakhétie eut été annexé par l'empire russe contrairement aux accords du traité de Gueorguievsk de 1783[réf. nécessaire], Tbilissi, désormais connue sous son ancien nom arabe de Tiflis, devint le centre de la vice-royauté du Caucase. Néanmoins elle n'évolua que peu durant la première moitié du XIXe siècle. C'est à partir de 1845 sous le règne du vice-roi du Caucase Mikhaïl Vorontsov que la ville se développa : nouvelles réformes, nouveau réseau ferroviaire avec les connexions à Poti, Koutaïssi et Batoumi ainsi qu'un engagement culturel avec la création de journaux, d'une bibliothèque et d'un théâtre russe. L'influence russe était majeure mais parallèlement la ville s'européanisa, au niveau de la mode et de la musique. Enfin les poètes et auteurs comme Ilia Tchavtchavadzé, Akaki Tsereteli, Jacob Gogebachvili, Alexandre Griboïedov, qui était secrétaire diplomatique du gouverneur général du Caucase, et d'autres s'établirent à Tiflis.
La ville devint l'objet de l'affection d'Alexandre Pouchkine, de Léon Tolstoï, de Mikhaïl Lermontov, de la famille impériale et de bien d'autres. La famille impériale établit même sa résidence transcaucasienne dans la rue Golvine (aujourd'hui l'avenue Roustaveli)[réf. nécessaire].
Au XIXe siècle, le rôle politique, culturel et économique de Tiflis avec ses diversités ethniques, religieuses et culturelles fut important non seulement pour la Géorgie, mais également pour l'ensemble du Caucase. Ainsi, Tiflis prit un visage différent. On y construisit des monuments qui lui donnèrent les attributs d'une ville cosmopolite, tandis que son folklore urbain, sa langue et également sa culture populaire dite Tbilisouri (littéralement, appartenant à Tbilissi) lui donnèrent un charme particulier[réf. souhaitée].

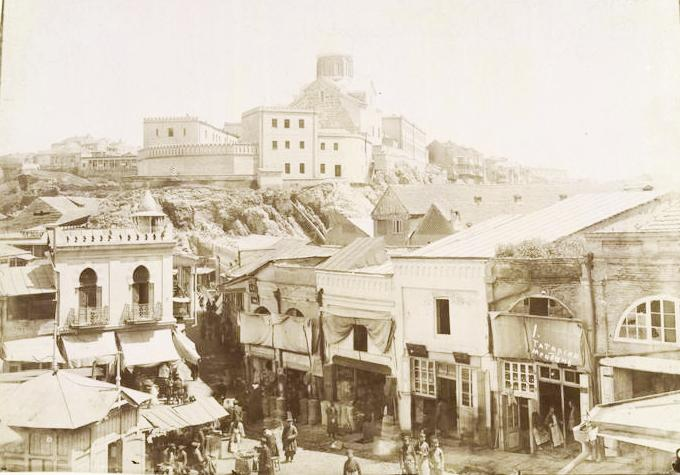
Le bazar Tatar vers 1870.
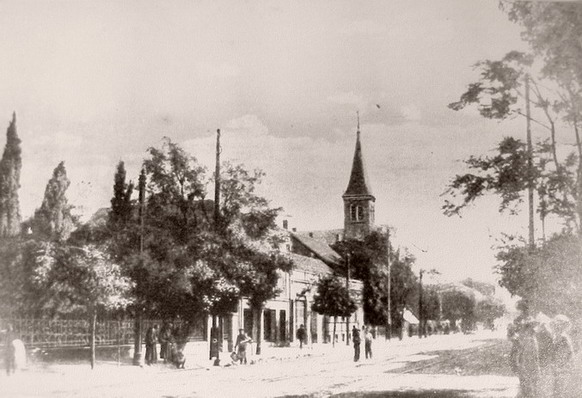
L'avenue Mikheil (aujourd'hui avenue David-Aghmachénélébi), en 1900, dans la colonie allemande Neu Tfilis, avec en arrière-plan l'église luthérienne allemande Pierre-et-Paul (détruite en 1940).
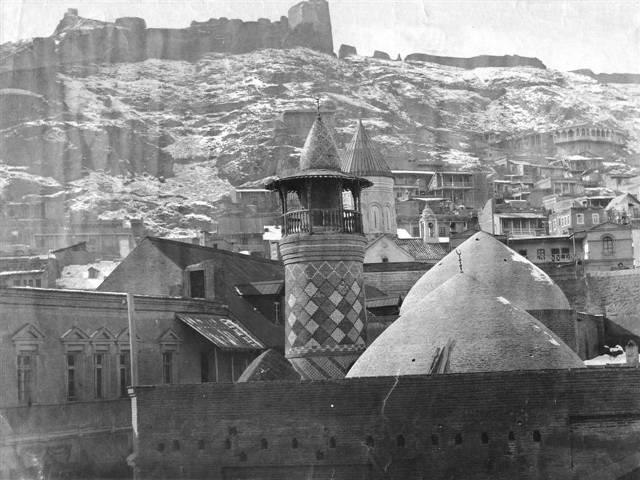
Mosquée à Tblissi vers 1900.
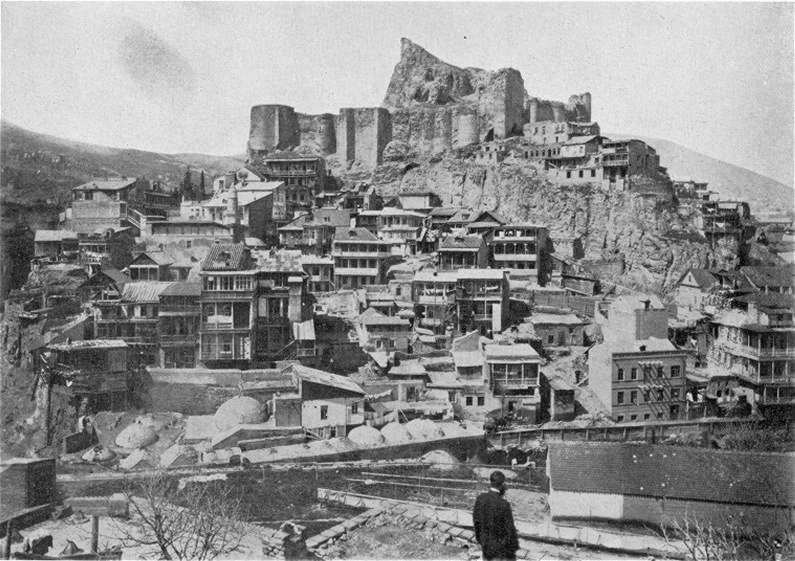
La forteresse de Narikala en 1911.
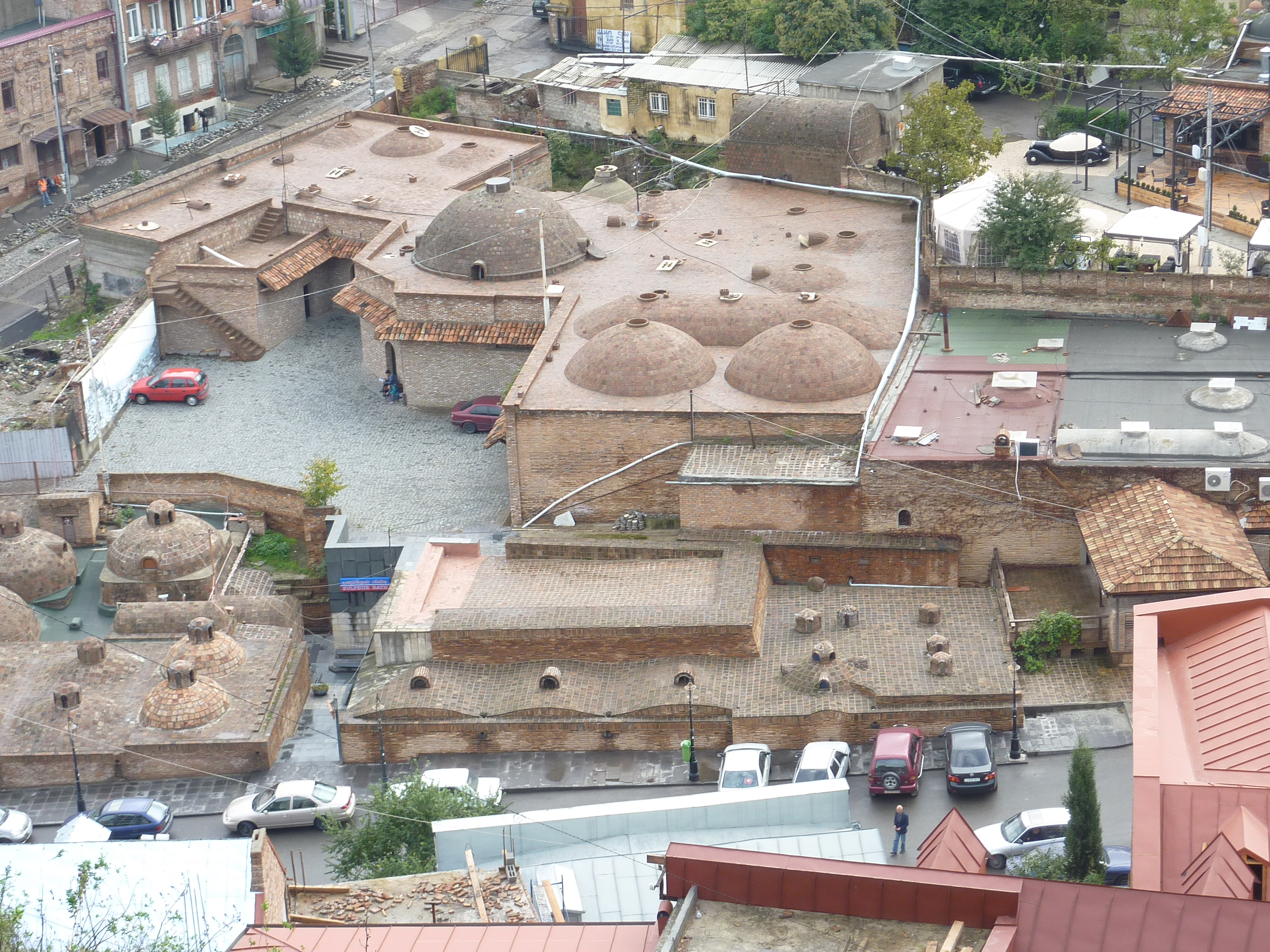
Toits des bains Orbeliani.
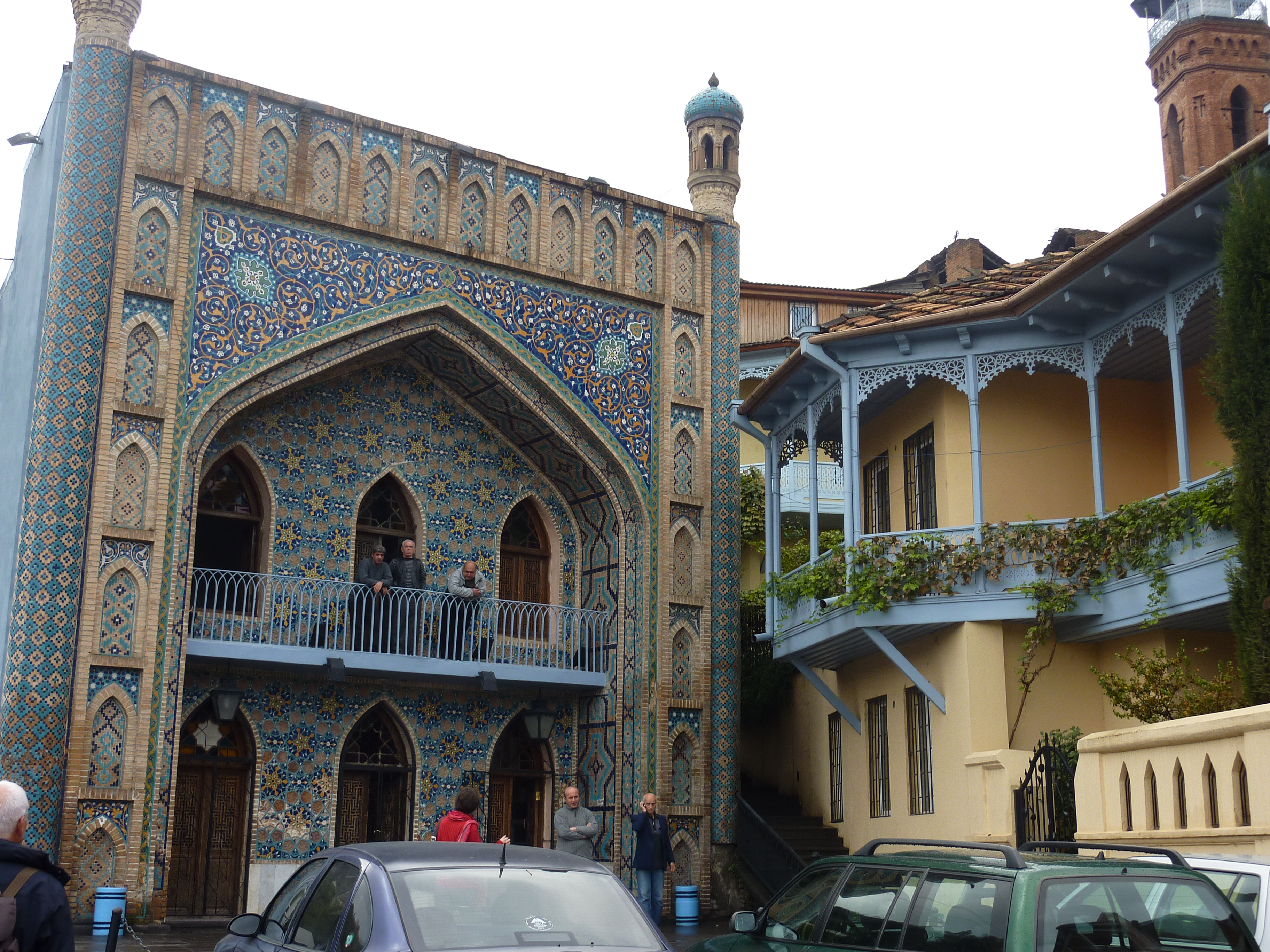
Bains Orbeliani et maison à balcon de bois.
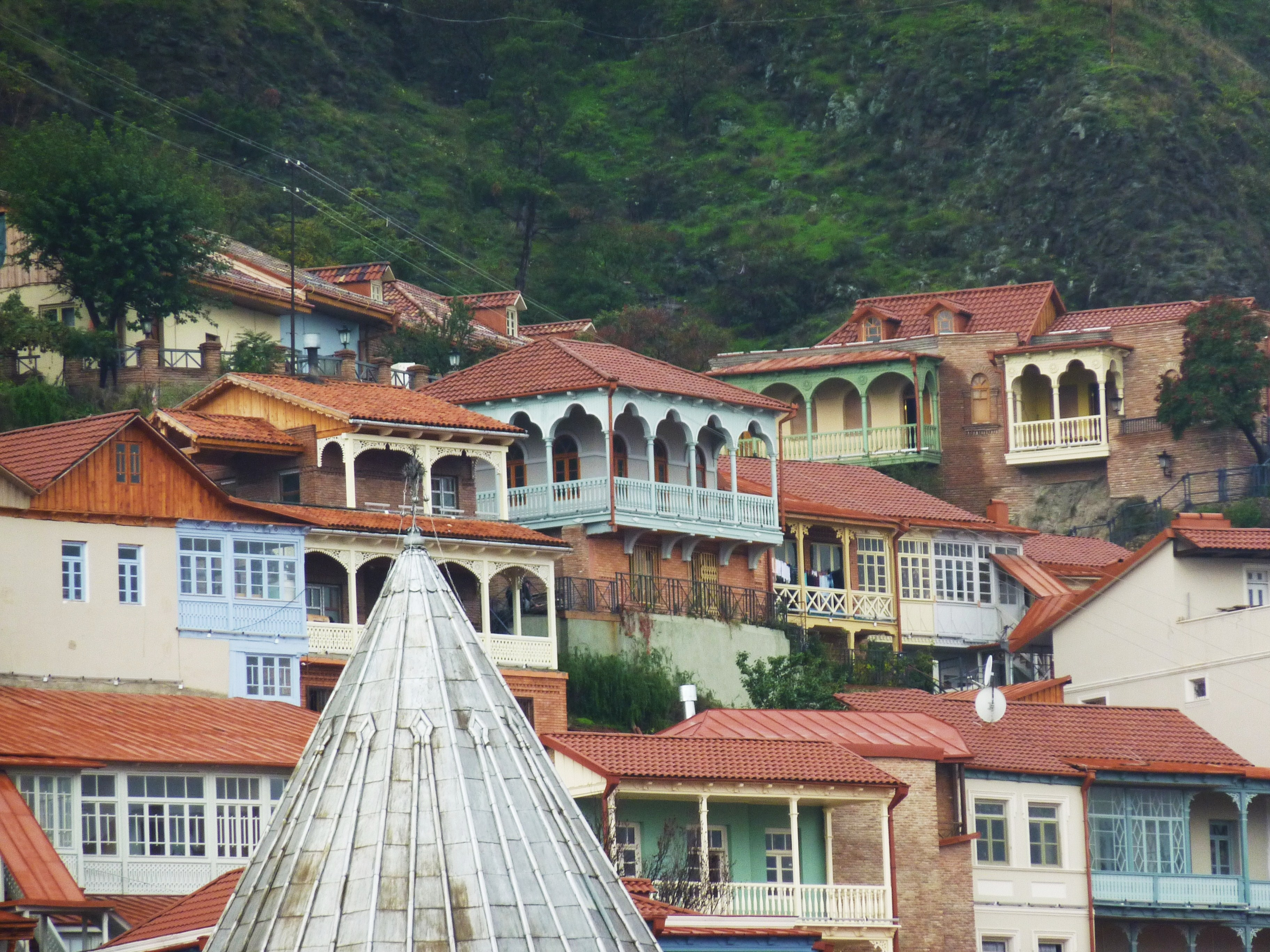
Maisons à balcons de bois de la vieille ville.
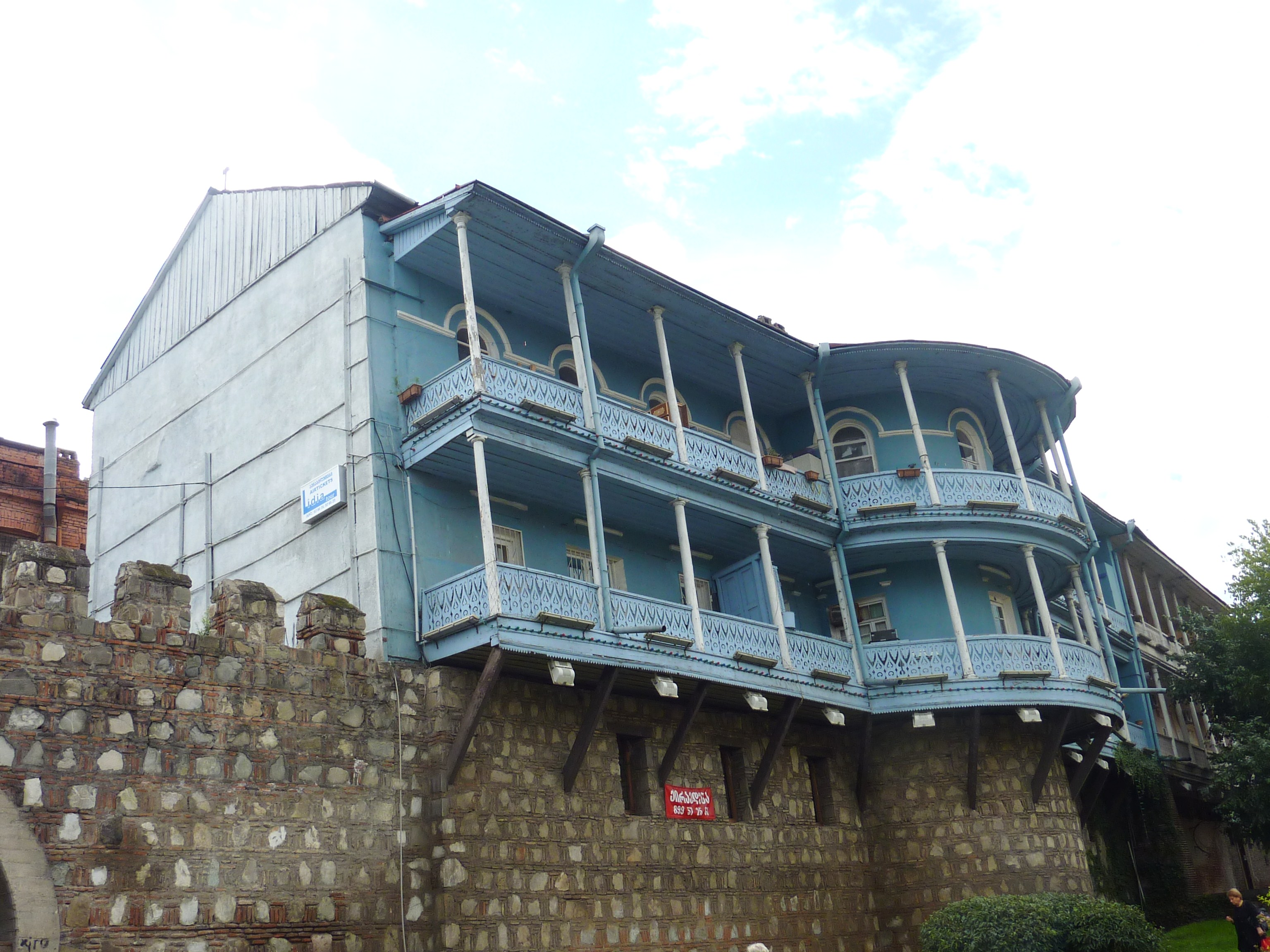
Maison à balcon de bois édifiée sur les remparts de la vieille ville.

### Première indépendance et Géorgie soviétique
Après la révolution russe de 1917, Tiflis servit de quartier général au gouvernement intérimaire transcaucasien qui établit, au printemps 1918, l'éphémère République démocratique fédérative de Transcaucasie. La capitale reprit son nom de Tbilissi. C'était dans cette nouvelle capitale que les trois nations transcaucasiennes (Géorgie, Arménie et Azerbaïdjan) déclarèrent leur indépendance, les 26 et 28 mai 1918. Tbilissi servit alors de capitale à la République démocratique de Géorgie jusqu'au 25 février 1921. De 1918 à 1919, la ville avait également servit de QG aux troupes britanniques et allemandes.

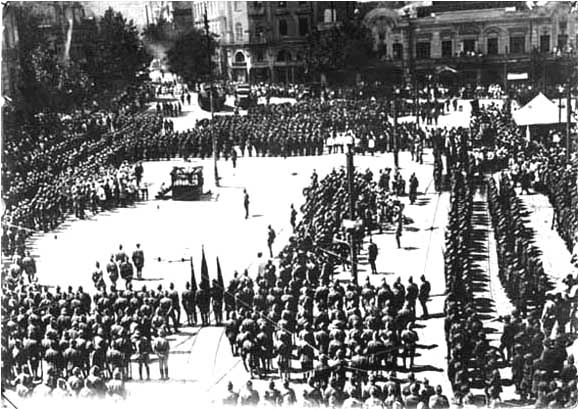
L'Armée rouge entrant dans Tbilissi, le 25 février 1921.

Sous le gouvernement national, Tbilissi devint la première ville universitaire du Caucase à l'occasion de la fondation de l'université d'État de Tbilissi en 1918. C'était enfin la concrétisation d'un rêve de la société géorgienne que les gouverneurs généraux russes ou les vice-rois du Caucase n'avaient jamais permis de réaliser [réf. nécessaire].
Après les révolutions de février et d'octobre 1917 à Petrograd, la Géorgie tente de restaurer son indépendance : le 26 mai 1918 Noé Jordania proclame la naissance de la 1re République de Géorgie, mais la Russie soviétique envahit le pays, contraignant le Parlement géorgien à voter l’exil des dirigeants. Ces derniers, avec environ un millier de personnes, se réfugient en France, dont à Leuville-sur-Orge pour le gouvernement en exil (qui s'installe dans le château de Leuville, encore localement dénommé « le château des Géorgiens »,). C'est le début d'une période de domination soviétique dans le Caucase.
Les Soviets créèrent alors la République socialiste fédérative soviétique de Transcaucasie, avec pour capitale Tbilissi. En 1936, Joseph Staline dissout la fédération soviétique de Transcaucasie et Tbilissi se retrouva ainsi capitale de la seule République socialiste soviétique de Géorgie. De nombreux Géorgiens natifs de la région de Tbilissi eurent une influence certaine sur l'évolution de l'URSS et du Caucase, pendant le régime de Staline[réf. nécessaire] qui était lui-même Géorgien.
Pendant toute la période soviétique, la population de la ville augmenta fortement ; la ville s'industrialisa et se retrouva comme l'un des centres politiques, sociaux et culturels de l'Union soviétique parmi les plus importants, avec Moscou, Kiev et Léningrad.
Après la mort de Staline en 1953, les autorités soviétiques adoptèrent la doctrine de déstalinisation de Nikita Khrouchtchev, et les Géorgiens attachés à la figure du petit père des peuples montrèrent à maintes reprises leur mépris du gouvernement de Moscou. Ainsi, des manifestations anti-soviétiques se produisirent à Tbilissi en 1956.
Plus tard en 1978 (manifestation de défense de la langue géorgienne) et en 1989 des manifestations furent sévèrement réprimées par le pouvoir soviétique.

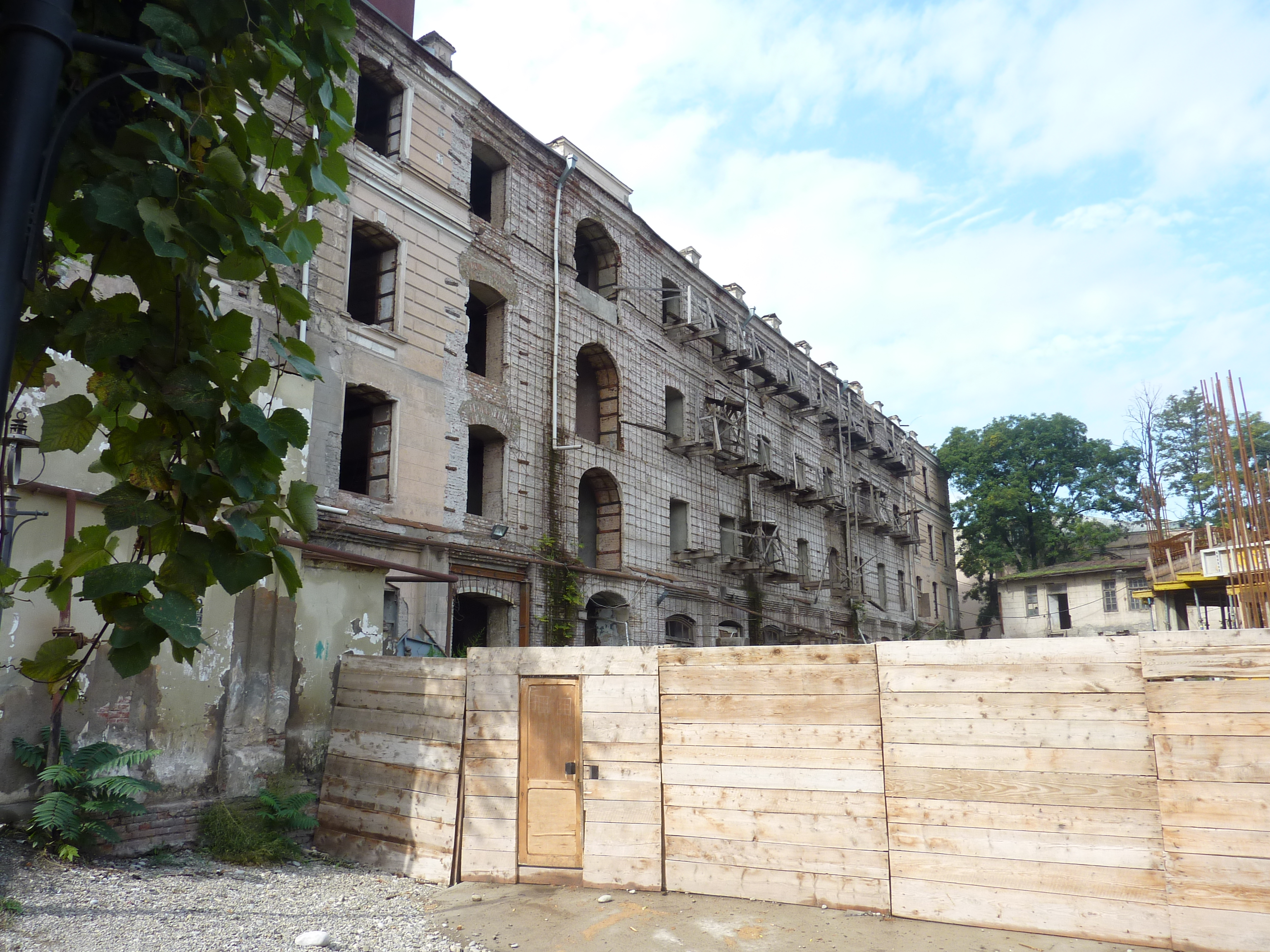
L'ancien siège du KGB soviétique à Tbilissi (en cours de restauration).
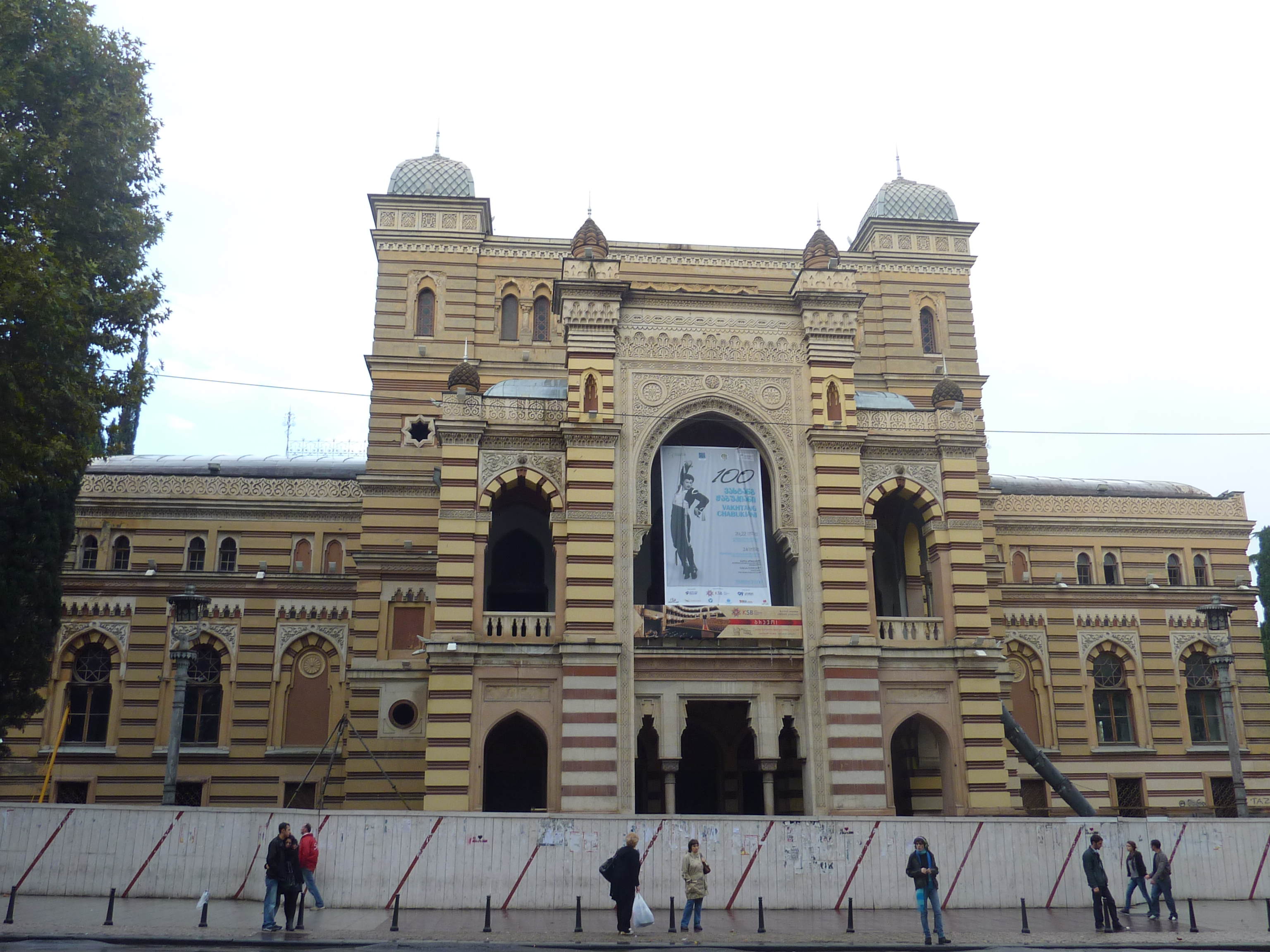
L'Opéra (style orientalisant).
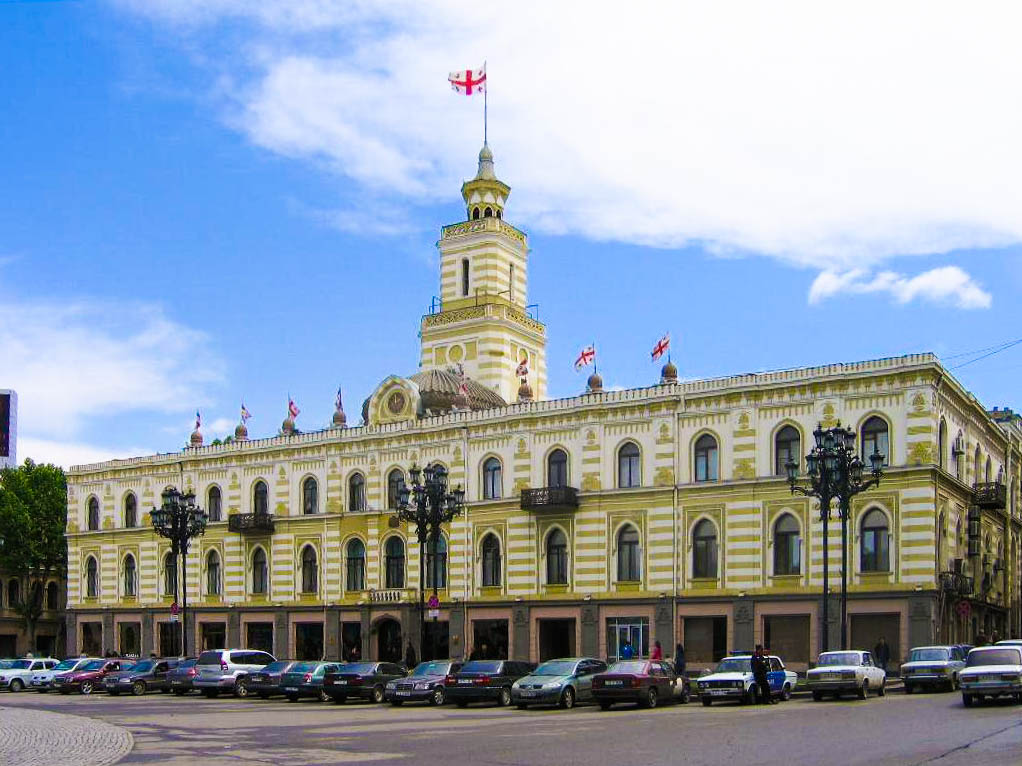
Le conseil municipal de Tbilissi (en).

### Depuis 1991
(février 2025).

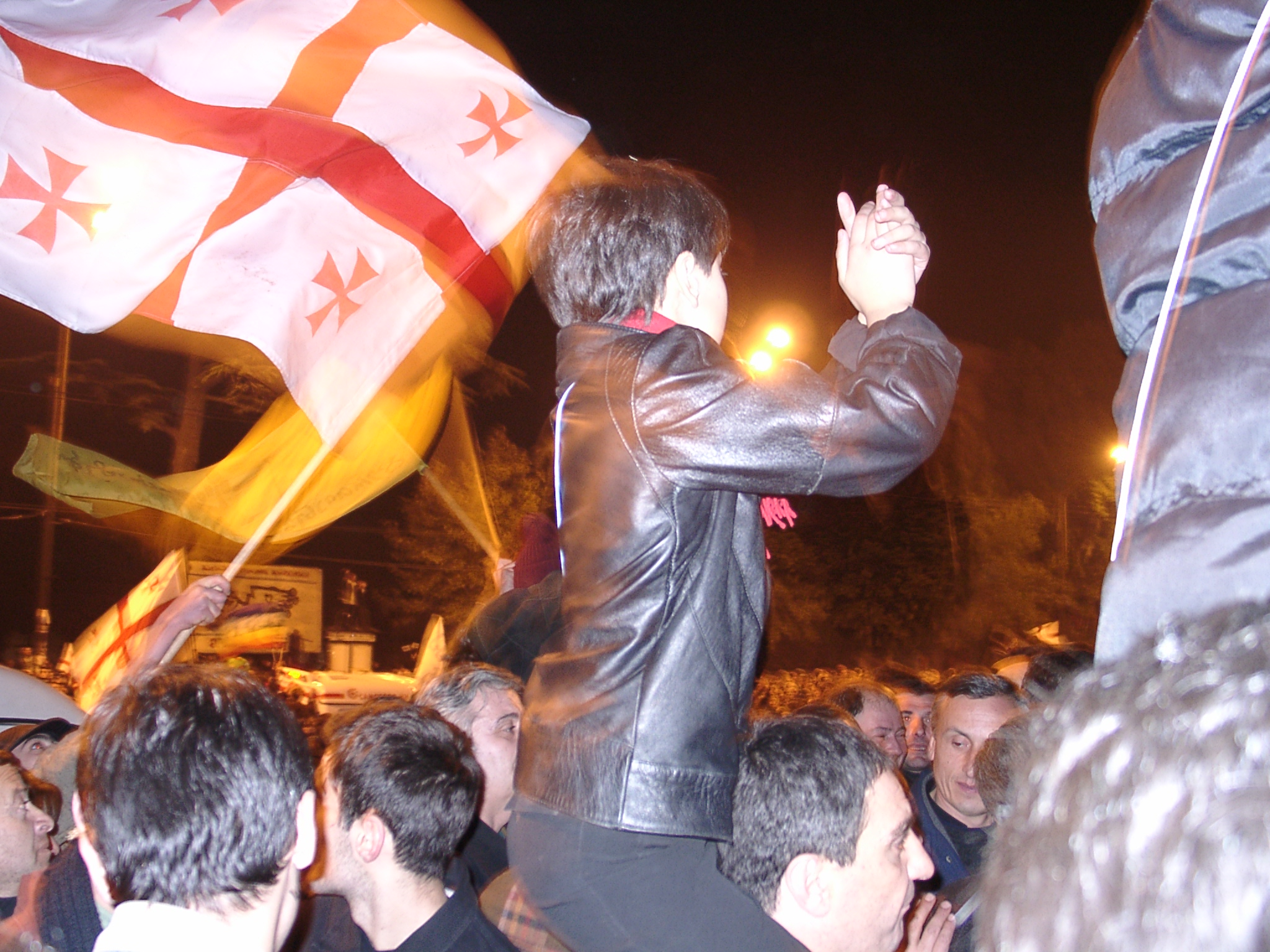
La révolution des Roses rassembla près de 100000 manifestants.

À la chute de l'Union soviétique, Tbilissi subit de graves périodes d'instabilité et de troubles, surtout pendant le gouvernement dictatorial de Zviad Gamsakhourdia. Après une brève guerre civile dont la ville fut le théâtre pendant deux semaines de décembre 1991 à janvier 1992 (guerre qui opposa les forces gouvernementales à celles de l'opposition), la capitale géorgienne devint la scène d'affrontements fréquents   entre différents clans dits de la mafia et des entrepreneurs d'affaires illégales[réf. nécessaire]. Même durant l'ère Chevardnadze (1993-2003), le crime et la corruption devinrent si importants qu'ils affectèrent les niveaux les plus élevés de la société de Tbilissi[réf. nécessaire]. Le chômage et l'appauvrissement de la population de Tbilissi étaient désastreux.

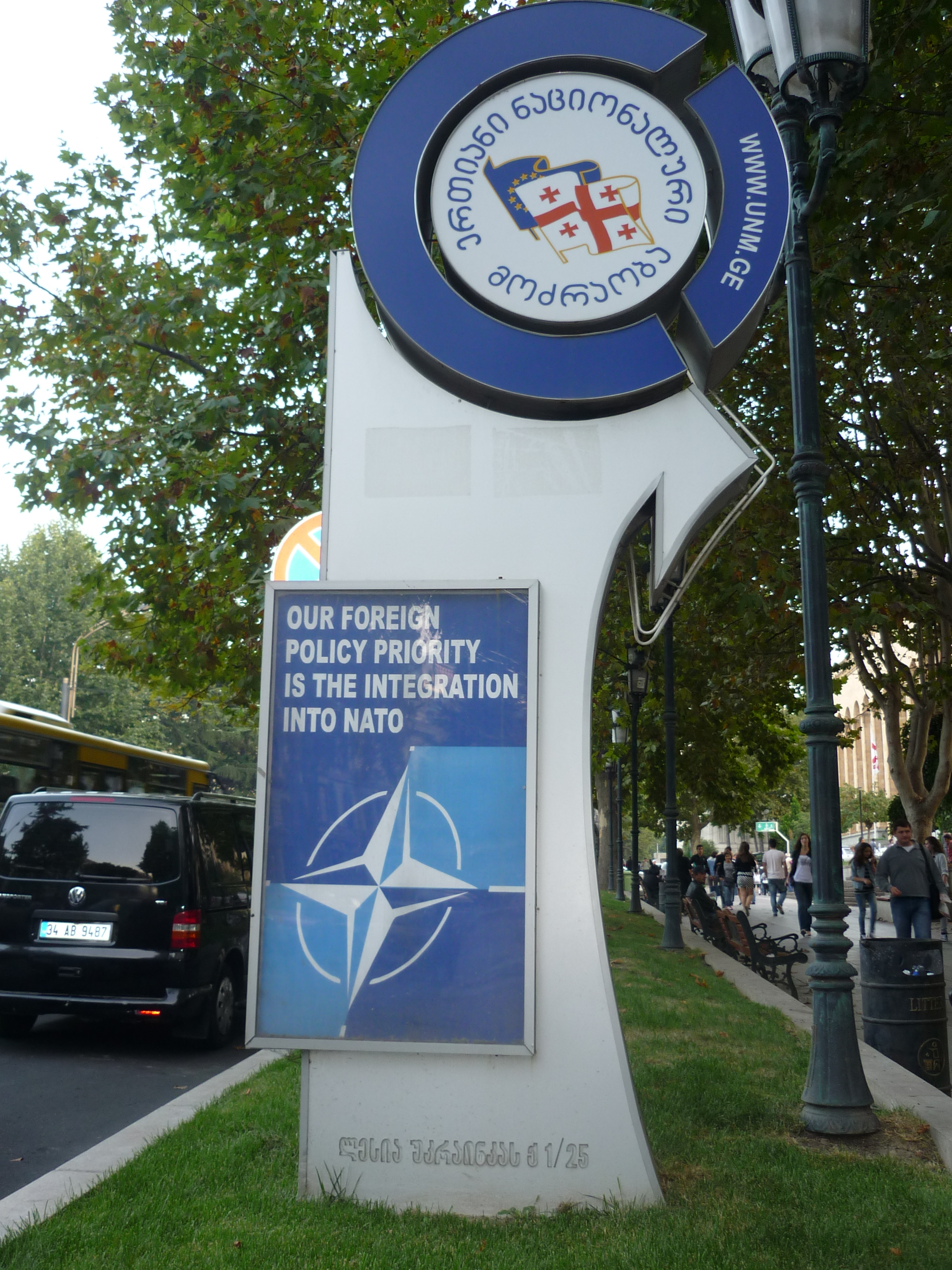
Propagande fixe en faveur de l'intégration dans l'OTAN, signe de la politique du gouvernement issu de la Révolution des Roses du parti Mouvement national uni, avenue Roustaveli, devant l'ancien Parlement.

La population de Tbilissi augmenta à la suite de l'arrivée de réfugiés en provenance des républiques ayant déclaré leur autonomie (Adjarie, Ossétie du Sud, Abkhazie et celle des nombreux chômeurs venant de province pour trouver un emploi. La situation, dans une ville qui ne bénéficiait que de quelques rares heures par jour de l'électricité[réf. nécessaire] et dont le niveau de vie par rapport à la période de l'URSS avait baissé de moitié, fut extrêmement difficile[réf. nécessaire].
En novembre 2003, à la suite d'élections législatives falsifiées, des protestations de masse eurent lieu et près de 100 000 Géorgiens manifestèrent contre le gouvernement. Cela mena à la révolution des Roses qui, le 23 novembre 2003, renversa le président Edouard Chevardnadze. Le nouveau président, Mikheil Saakachvili, est élu avec un mandat de lutte contre la corruption. Il fait pour cela venir Kakha Bendoukidze, un ancien biologiste russe devenu magnat de l'industrie et de la finance, qu'il nomme ministre puis chef de la chancellerie (après avoir acquis la nationalité géorgienne). Kakha Bendoukidze affirme engager et appliquer une large stratégie de lutte contre la corruption et une certaine amélioration de l'économie (au regard des critères de la Banque mondiale et une reprise du tourisme s’ensuivent[réf. nécessaire], permettant à la capitale de retrouver un niveau qu'elle n'avait plus connu depuis  longtemps, mais au prix d'une forte baisse de la protection sociale et de privatisations en série conduites dans le cadre d'une politique ultralibérale, voire libertariste par Kakha Bendoukidze...
Le 13 juin 2015, la ville subit de violentes inondations qui provoquent des dégâts considérables. Tous les animaux sauvages du zoo s'échappent, créant un mouvement de panique au sein de la population. Le 17 juin, un lion échappé fait une victime par blessures mortelles.

## Politique et administration

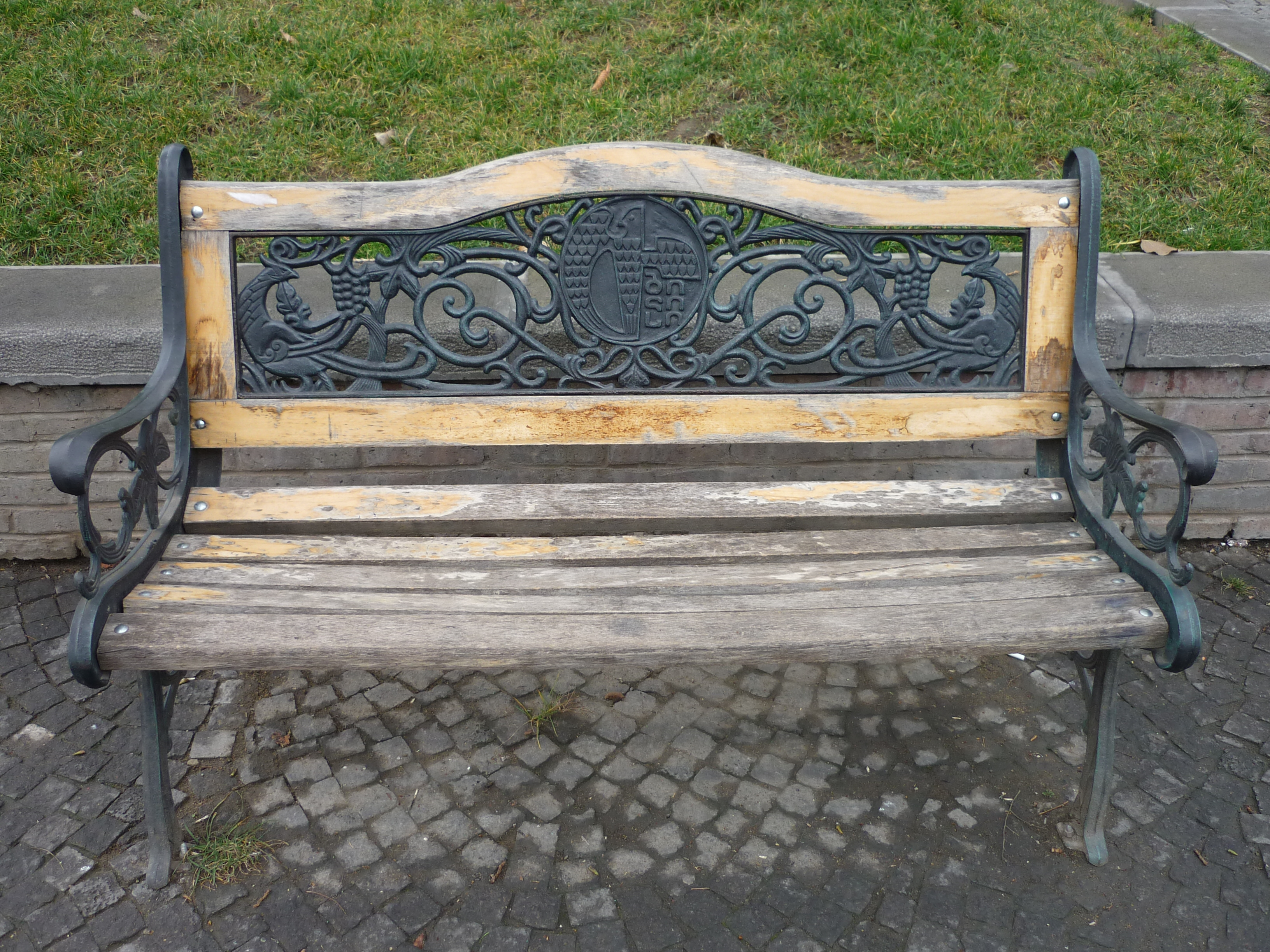
Mobilier urbain arborant le sceau de la ville.

### Statut
Le statut officiel de Tbilissi, en tant que capitale de la nation géorgienne, est défini par l'article 10 de la constitution de Géorgie (1995) et la loi sur la capitale de Géorgie du 20 février 1998.
Tbilissi est la capitale de Géorgie et le siège du gouvernement du pays. Le parlement déménage à Koutaissi de 2012 à 2019 et est retourné à Tbilissi au no 8 avenue Roustaveli. Tbilissi reste le siège de la Présidence, de la Cour suprême du pays et de toutes les ambassades.

### Administration municipale
Tbilissi est gouvernée par l'Assemblée (Sakreboulo), formée de trente-sept membres élus pour quatre ans, qui siège à l'hôtel de ville, situé sur la place de la Liberté. Son rôle principal est d'élire le maire de Tbilissi.

### Divisions administratives
La ville est divisée en raïons (districts administratifs), lesquels ont leur propre gouvernement local avec une juridiction limitée à un certain nombre d'affaires. Cette subdivision fut établie à l'époque de l'URSS dans les années 1930, quand Tbilissi était la capitale de la République socialiste fédérative soviétique de Transcaucasie. Depuis que le pays est indépendant, le système des raïons a été modifié et restructuré. Selon les dernières modifications, ces districts sont :
- le Mtatsminda (en géorgien : მთაწმინდის რაიონი)
- le Vaké (en géorgien : ვაკის რაიონი)
- le Sabourt'alo (en géorgien : საბურთალოს რაიონი)
- le Krtsanisi (en géorgien : კრწანისის რაიონი)
- l'Isani (en géorgien : ისნის რაიონი)
- le Samgori (en géorgien : სამგორის რაიონი)
- le Tchougouret'i (en géorgien : ჩუღურეთის რაიონი)
- le Didoubé (en géorgien : ჩუღურეთის რაიონი)
- le Nadzaladévi(en géorgien : ნაძალადევის რაიონი)
- le Gldani (en géorgien : გლდანის რაიონი)

| Aperçu des districts de Tbilissi       |                      |                   |
| District                               | Population (en 2017) | Superficie ( Km2) |
| District de Mtatsminda                 | 49.052               | 73                |
| District de Vaké                       | 111.903              | 61.7              |
| District de Sabourtalo                 | 138.493              | 75.5              |
| District de Krtsanisi                  | 39.286               | 31.7              |
| District d'Isani                       | 125.610              | 16.7              |
| District de Samgori                    | 177.844              | 128.4             |
| District de Tchougoureti               | 65.230               | 14.3              |
| District de Didoubé                    | 70.018               | 8.4               |
| District de Nadzaladévi                | 154.067              | 42                |
| District de Gldani                     | 177.214              | 50.3              |
| Tbilissi                               | 1,108,717            | 502               |
| Source: GeoStat, la mairie de Tbilissi |                      |                   |

La plupart des raïons sont constitués d'après le découpage historique des faubourgs de la ville. Les habitants de Tbilissi préfèrent toutefois un système non officiel composé de quartiers historiques ou d'entités géographiques bien définies. Ces quartiers sont nombreux et comme certains d'entre eux ont perdu leurs cadastres historiques, il est difficile d'établir une hiérarchie autre qu'officieuse entre eux.
Le premier niveau naturel de division de la ville est celui qui sépare la rive gauche de la rive droite par le fleuve Koura. Les noms des quartiers les plus anciens remontent au début du Moyen Âge et ont souvent un grand intérêt linguistique et toponymique. D'autres quartiers, plus récents et entièrement reconstruits, ont des noms historiques, mais qui n'ont rien à voir avec les quartiers voisins ; ce qui est considéré par les vieux habitants de la capitale comme un abus de type commercial.
« Dans la partie nord de la ville, sur la rive gauche du Koura (Mtkvari) et au sud de la station de train, se situe le quartier allemand, anciennement occupé par des immigrés allemands du Wurtemberg (1818). Au sud, se trouve le quartier Grouzinian ou géorgien (Avlabár). Sur la rive droite du Koura, il y a le quartier russe, le siège du gouvernement de Tiflis et le lieu des marchés les plus importants. Ce quartier est lui-même suivi au sud par les bazars persans et arméniens. »
[réf. nécessaire]
Ici, Avlabár est considéré comme « partie intégrale de la fameuse Tbilissi antique » . Il est aujourd'hui l'objet principal de la préservation du patrimoine culturel de la part des autorités géorgiennes.

## Transports

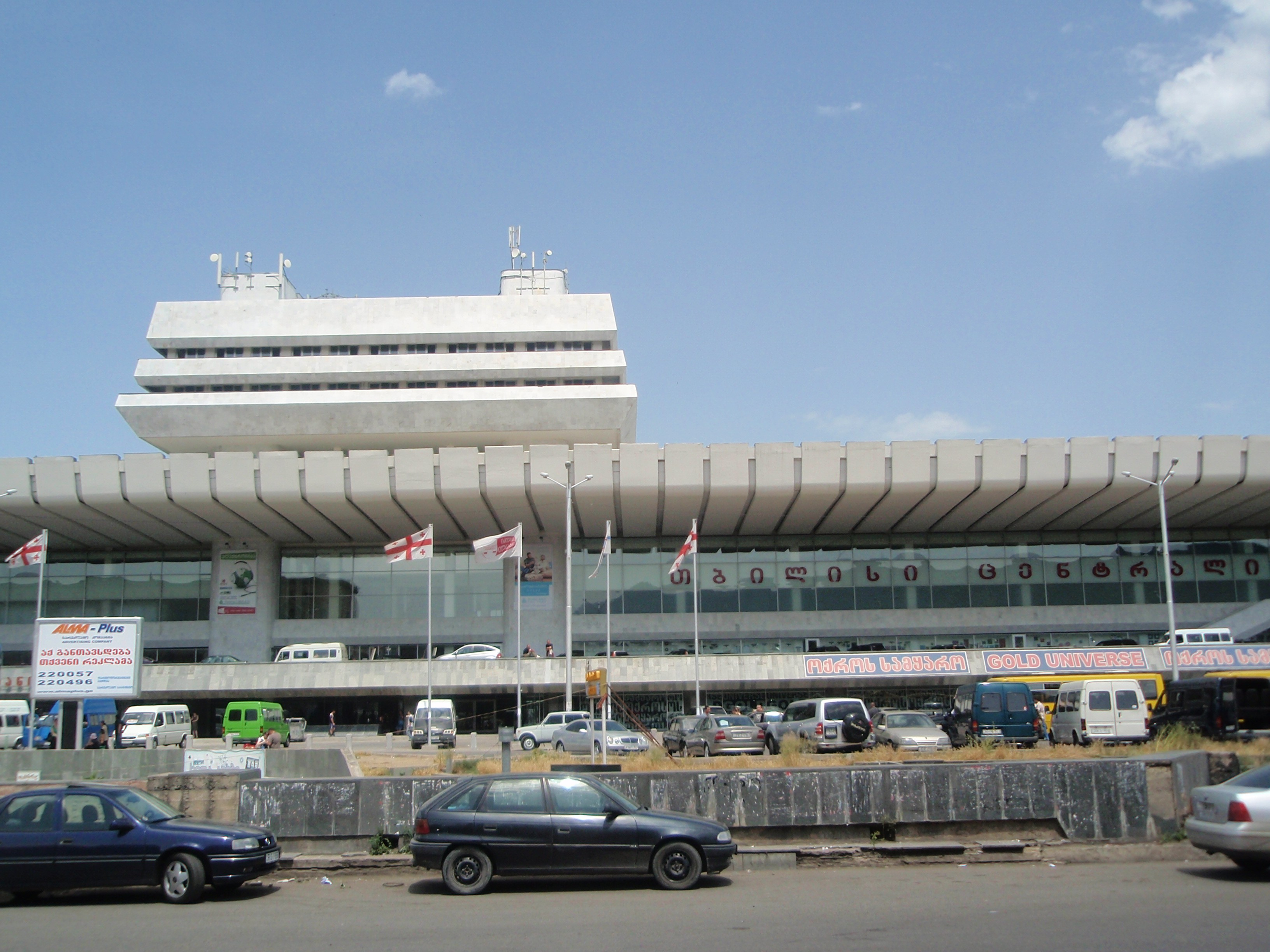
La gare centrale de Tbilissi.

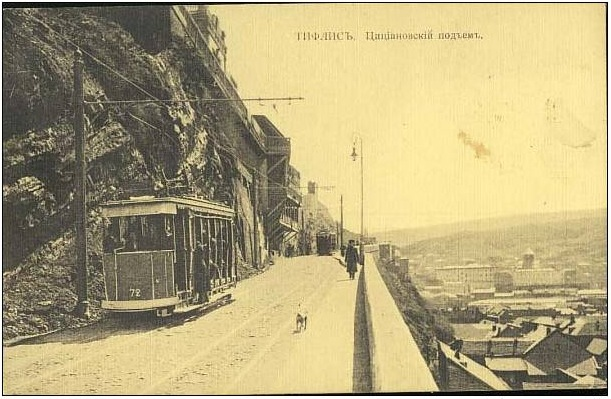
Le vieux tramway de Tbilissi.

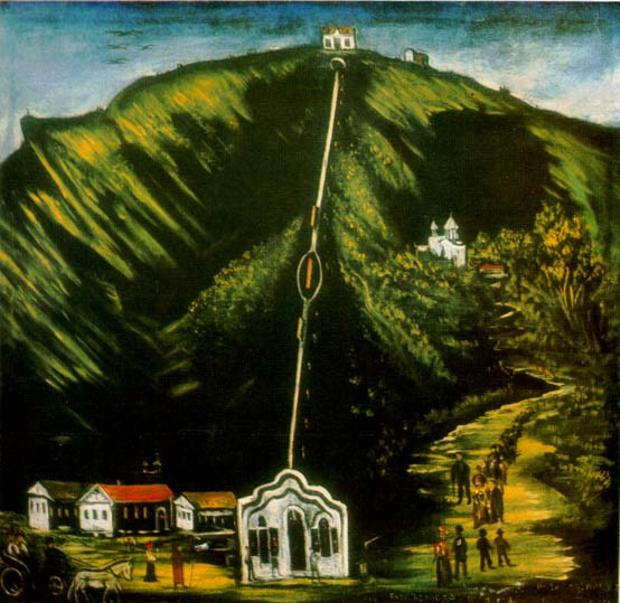
Le funiculaire de Tbilissi, vu par le peintre Niko Pirosmani.

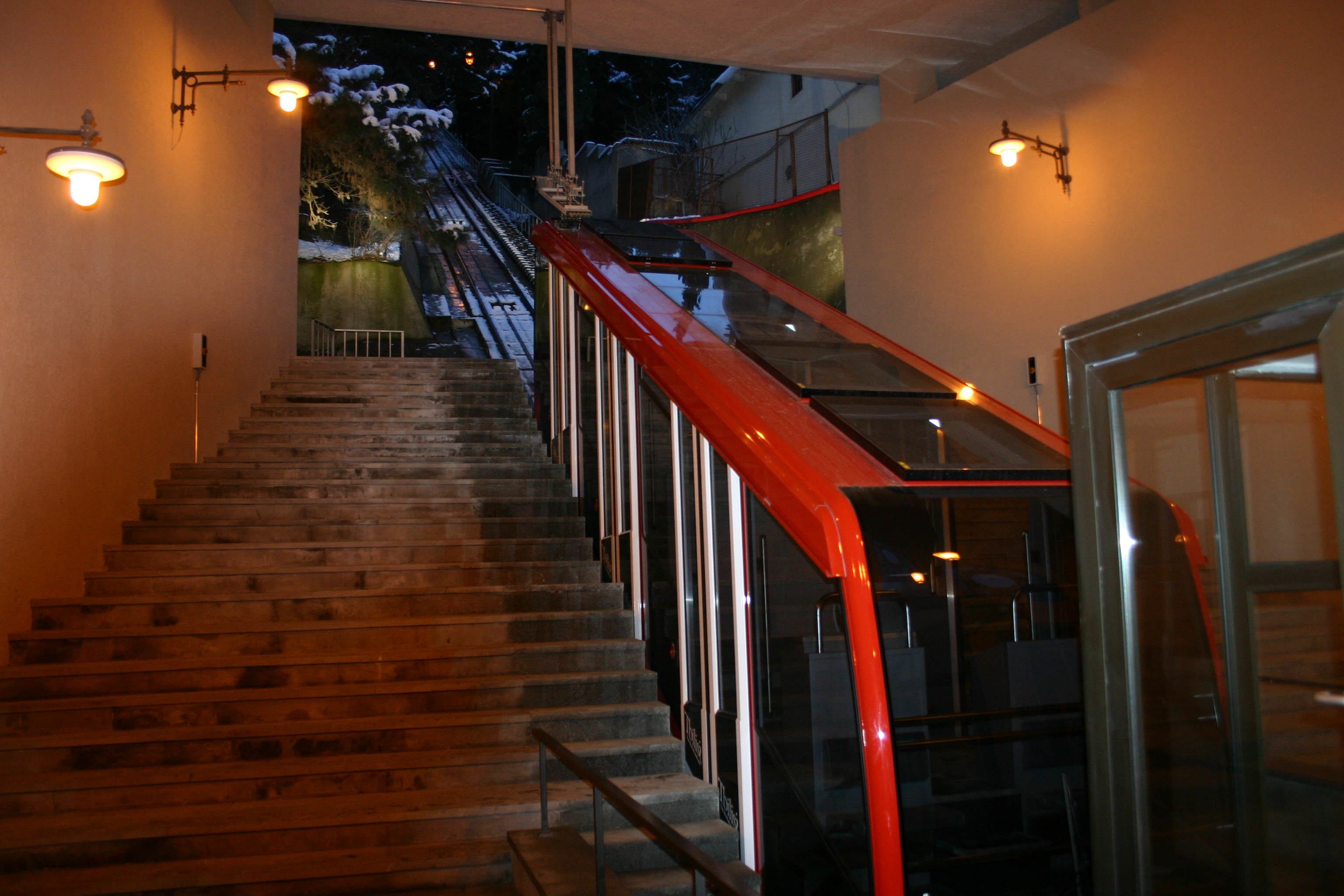
Funiculaire de Tbilissi.

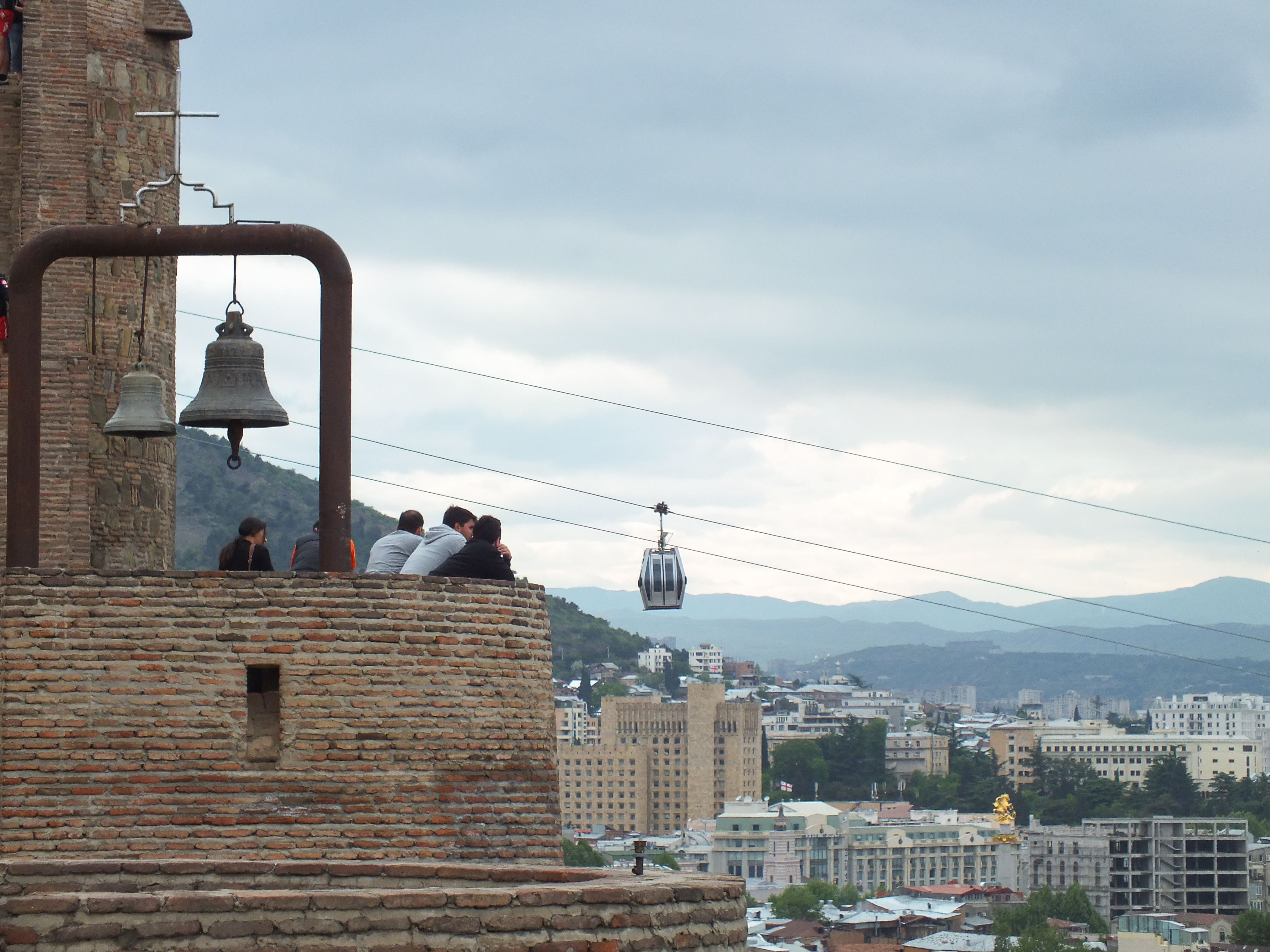
Téléphérique de Tbilissi à Narikala.

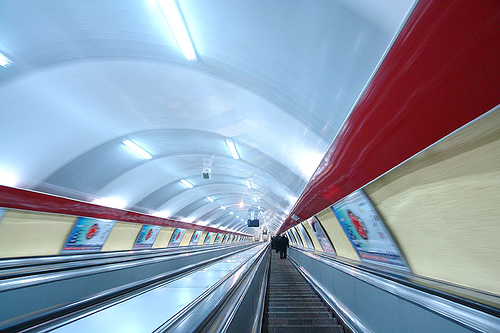
Métro de Tbilissi.

### Ferroviaire
Tbilissi abrite la gare centrale de Tbilissi, principale gare du pays. Il y a des liaisons vers Bakou, Erevan et bientôt vers Kars et presque partout dans le pays dont vers Zougdidi, Batoumi, Poti, Koutaissi.
Tbilissi est desservie par d'autres gares, réputées secondaires.

### Aéroport
L'aéroport international Chota-Roustavéli de Tbilissi (en géorgien : თბილისის  შოთა რუსთაველის სახელობის საერთაშორისო აეროპორტი) est situé à 17 km au sud-est de la ville. Des trains directs couvrent la route entre la gare centrale de Tbilissi et l'aéroport en 35 minutes. Le trafic de l'aéroport a augmenté de 9,7 % en 2014, pour atteindre  1 575 386 passagers (la capacité de la nouvelle aérogare est de 2,8 millions de passagers par an).
La compagnie Georgian Airways a son siège social à Tbilissi.
L'aérodrome de Natakhtari, situé à 33 km au nord de Tbilissi, propose uniquement des vols intérieurs et dessert des villes telles que Mestia, Batoumi et Koutaissi.

### Tramway
Dès 1883, la ville a disposé d'un réseau de tramways. Les tramways électriques sont apparus le 25 décembre 1904, jusqu'à cette date, les tramways étaient tirés par des chevaux. Après l'effondrement de l'URSS, les lignes ont commencé à se dégrader ; en conséquence, le 4 décembre 2006, le tramway a été supprimé, ainsi que deux lignes de trolleybus. Des plans d'une ligne de tramways modernes existent.

### Funiculaire
Le Funiculaire de Tbilissi, inauguré en 1903, relie, dans sa nouvelle version depuis 2013, la ville au Mtatsminda (La Sainte Montagne) qui domine la ville : panthéon géorgien, ou panthéon de Mtatsminda, et au Parc de Mtatsminda, qui offre de remarquables vues sur la ville, et diverses attractions récréatives.

### Téléphérique
Le téléphérique de Narikala relie la rive gauche (Parc Riké) à la forteresse, par télécabine, ce qui autorise de fort belles vues animées sur la ville.
Un accident de téléphérique s'est produit le 1er juin 1990. À la suite du défaut d'un système de freinage, une cabine est tombée d'une vingtaine de mètres ; vingt personnes ont été tuées et quinze autres blessées. La plupart d'entre elles étaient des enfants célébrant la « Journée des enfants ». Quelques jours auparavant, les cabines standard soviétiques avaient été modifiées pour de plus grandes, venues de Finlande, sans aucune précaution.
Depuis 2012, un nouveau téléphérique de grande capacité (32) fonctionne entre la place de l'Europe et Narikala.
Des deuxième et troisième lignes sont en planification, elles relieraient Narikala au Panorama Tbilisi et Panorama Tbilisi vers Tbilissi.

### Bus municipaux
La Tbilisi Transport Company gère à la mi-2016 572 bus, jaunes, de la société ukrainienne Bogdan, ou bleus de la société allemande MAN. Ils suivent strictement des lignes prédéfinies et au trafic annoncé aux arrêts (et consultable par SMS).

### Minibus
Les marchroutki sont des taxis collectifs, des minibus qui desservent de multiples destinations, en dehors de la ville.

### Métro
Le Métro de Tbilissi transporte entre 250 000 et 300 000 personnes quotidiennement, sur 40 km de lignes et 22 stations, dont vingt souterraines et deux aériennes (Electropedo/Gotsiridzé et Didubé). Le paiement se fait à l'unité, ou, plus généralement, par MetroMoney, sorte de moyen de paiement universel pour les transports en commun publics de la ville : métro, bus, funiculaire...
Tbilissi possède trois lignes de métro,,, dont une en construction (en 2017 ?) :
- Ligne rouge (ligne 1) : Achmetelis teatri ↔ Varketili
- Ligne verte (ligne 2) : Vagslis moedani ↔ State University
- Ligne bleue (ligne 3) : en projet suspendu : Rustavéli ↔ Vazisubani

### Liaisons routières
Tbilissi est desservie par les autoroutes S1, S4 et S5 et S9 .

## Population

### Évolution démographique
Elle compte 1 113 000 habitants au 1er janvier 2016 selon l'Office national des statistiques de Géorgie.
| 1825    | 1854    | 1863    | 1873      | 1885      | 1897      | 1926      | 1939      |
| ------- | ------- | ------- | --------- | --------- | --------- | --------- | --------- |
| 30 000  | 35 000  | 60 800  | 89 500    | 104 000   | 159 600   | 282 900   | 519 200   |
| 1950    | 1959    | 1970    | 1979      | 1989      | 2002      | 2006      | 2016      |
| 600 000 | 694 000 | 889 000 | 1 066 022 | 1 243 200 | 1 081 700 | 1 103 300 | 1 113 000 |

### Composition ethnique
En 1803, 74 % des 20 000 habitants de Tiflis étaient d'origine arménienne, contre 21,5 % d'origine géorgienne ; en 1897, 38 % des 159 000 habitants de la capitale régionale sont d'origine arménienne, 26,3 % d'origine géorgienne, et 24,7 % d'origine russe ; d'autres minorités peuplent la ville et utilisent la langue russe comme idiome de communication intercommunautaire,.
L'historien Henry Bogdan procède à un autre mode de comptage, où pour l'année 1820, les 33 000 habitants de Tiflis se décomposent en 2 500 familles arméniennes, 1 500 familles géorgiennes, et 500 familles tatares et persanes.
Dans une communication faite à la Société de géographie de Genève en 1894, Victor Dingelstedt relate les différentes estimations officielles pour l'année 1876, qui font état d'une ville très multiethnique et situent sa population à 145 736 habitants. Les Arméniens en constituent la première communauté, entre 36,2 % et 47,7 % du total. Les Géorgiens sont seconds, entre 21,4 % et 25,9 %. La ville compte aussi une grande quantité de Russes, mais aussi des Tchèques, des Bulgares, des Slovaques, des Polonais, des Allemands, des Persans, et des Juifs. Victor Dingelstedt explique ainsi le décalage ethnique entre la Géorgie et sa capitale : « Bien que Tiflis fût considérée comme la capitale de l'ancienne Géorgie, le nombre de Géorgiens y fut pourtant toujours inférieur à celui des Arméniens, ce qui tient à l'organisation féodale de l'État de Géorgie, au peu de dispositions des Géorgiens pour la vie des villes et à l'obligation dans laquelle se sont trouvés ses princes ou tavada de vivre dans leurs domaines et au milieu de leurs vassaux, toujours prêts à se battre avec leurs voisins ou contre l'ennemi du dehors ».
| Groupe ethnique | Population en 2002 | Population en 2002 |
| --------------- | ------------------ | ------------------ |
| Géorgiens       | 910 712            | 84,19 %            |
| Arméniens       | 82 586             | 7,63 %             |
| Russes          | 32 580             | 3,01 %             |
| Kurdes          | 17 116             | 1,58 %             |
| Azéris          | 10 942             | 1,01 %             |
| Ossètes         | 10 268             | 0,95 %             |
| Grecs           | 3 792              | 0,35 %             |
| Ukrainiens      | 3 328              | 0,31 %             |
| Abkhazes        | 471                | 0,04 %             |
| Kistes          | 73                 | 0,01 %             |
| Total           | 1 081 679          | 100 %              |

## Culture
Depuis 2001, la ville de Tbilissi est membre de l'Association internationale des maires francophones.

### Religions
Le siège du catholicossat-patriarcat de toute la Géorgie se trouve à la cathédrale de la Trinité de Tbilissi, remplaçant la cathédrale de Sion, symbole de l'identité géorgienne, où les fidèles vénèrent la Croix de la Grappe, apportée selon la tradition à la Géorgie par sainte Nino, lors de la conversion du royaume au IVe siècle.
96,9 % de la population de Tbilissi pratiquent le christianisme : 91,4 % sont des orthodoxes géorgiens, 4,8 % sont des apostoliques arméniens, 0,3 % sont catholiques et le reste des chrétiens sont des Russes ou des Ukrainiens.
1,1 % de la population est musulmane, majoritairement des chiites d'origine azérie et iranienne.
0,2 % sont des Juifs ; l'importance numérique de cette communauté religieuse est moindre par rapport à ce qu'elle était du temps de l'URSS, beaucoup de ses membres ayant émigré depuis cette époque vers Israël.
Il existe aussi une minorité de Yézidis.

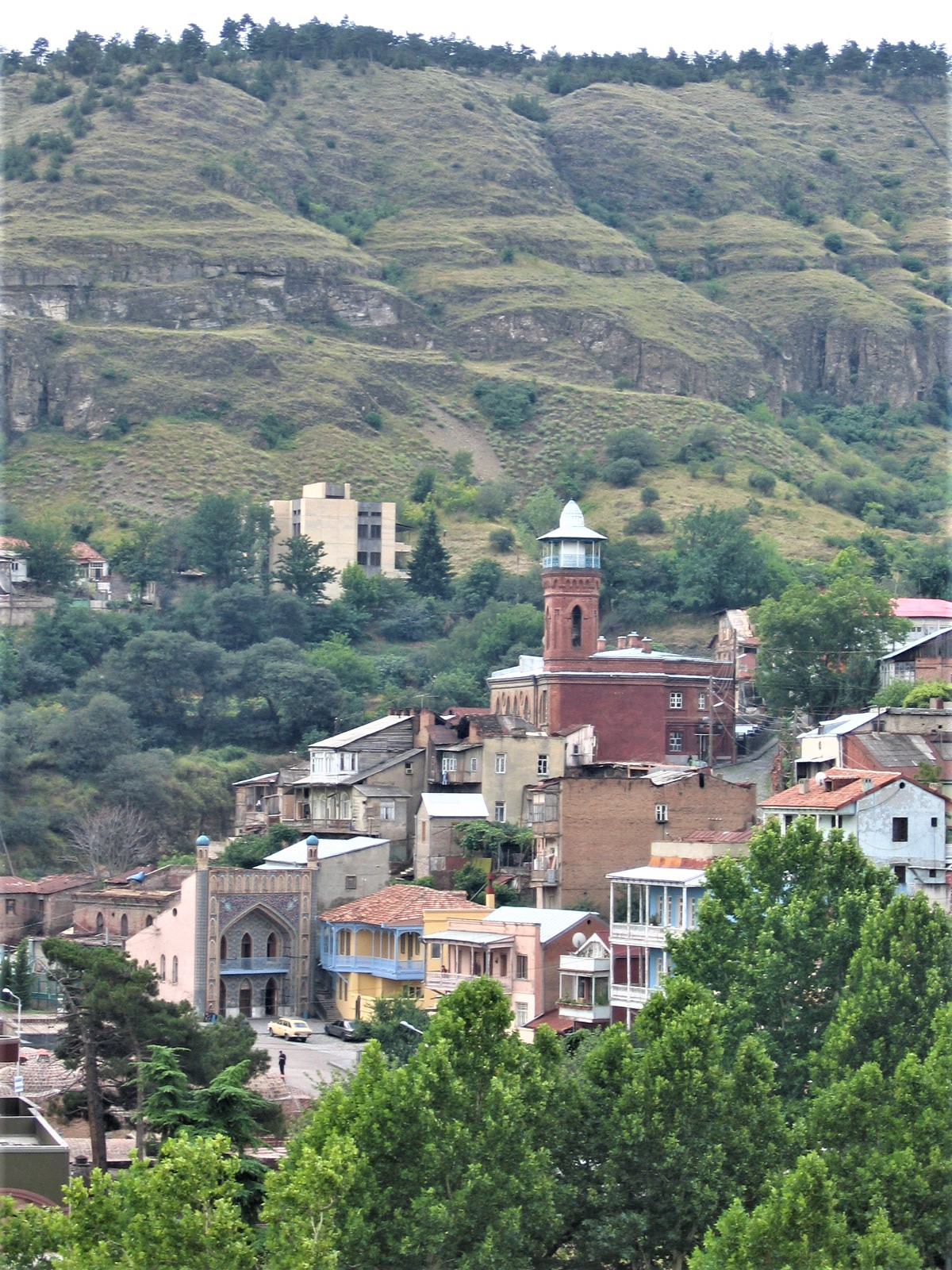
La mosquée chiite de Tbilissi.
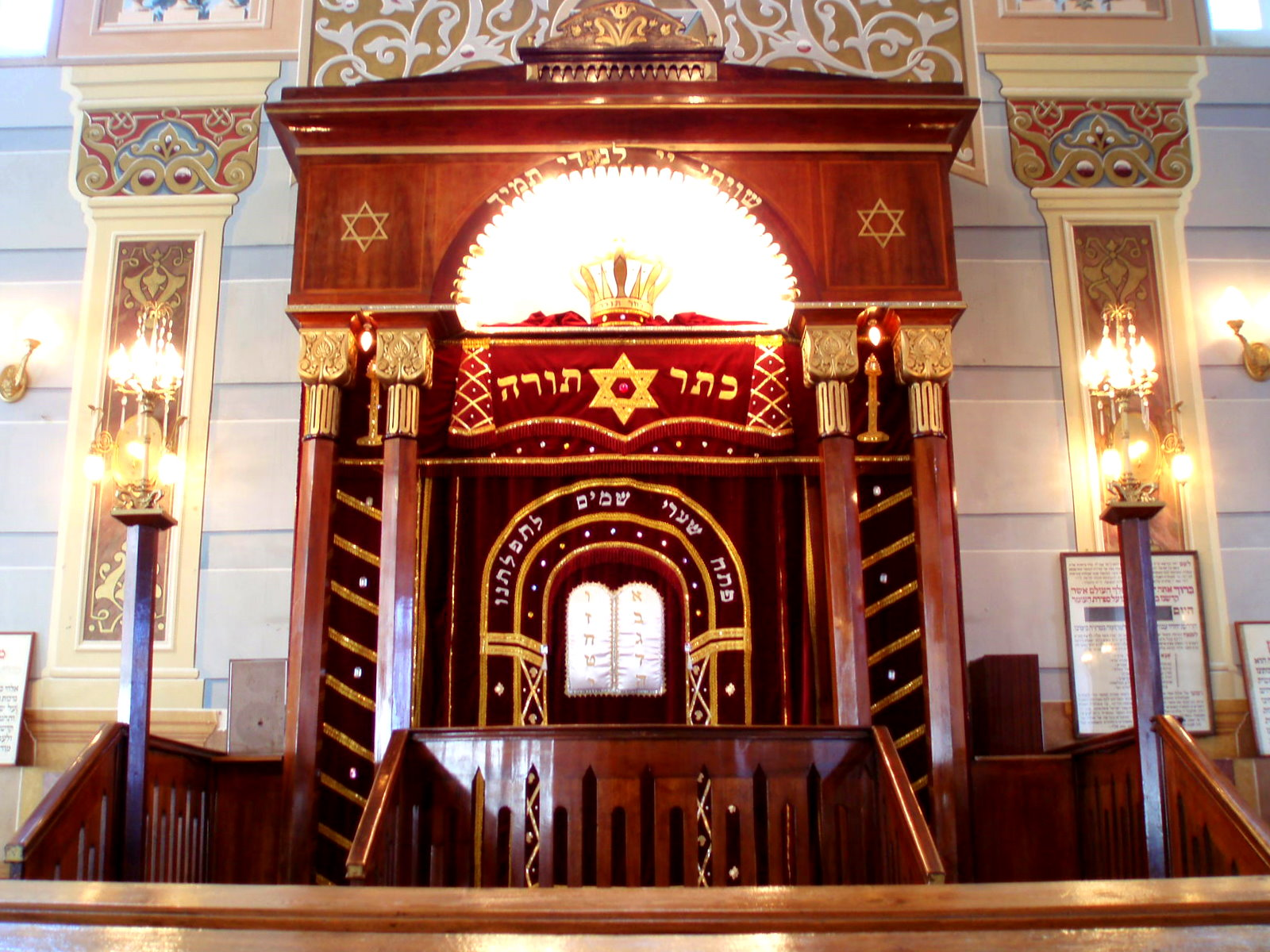
La grande synagogue de Tbilissi, la plus importante de Géorgie.
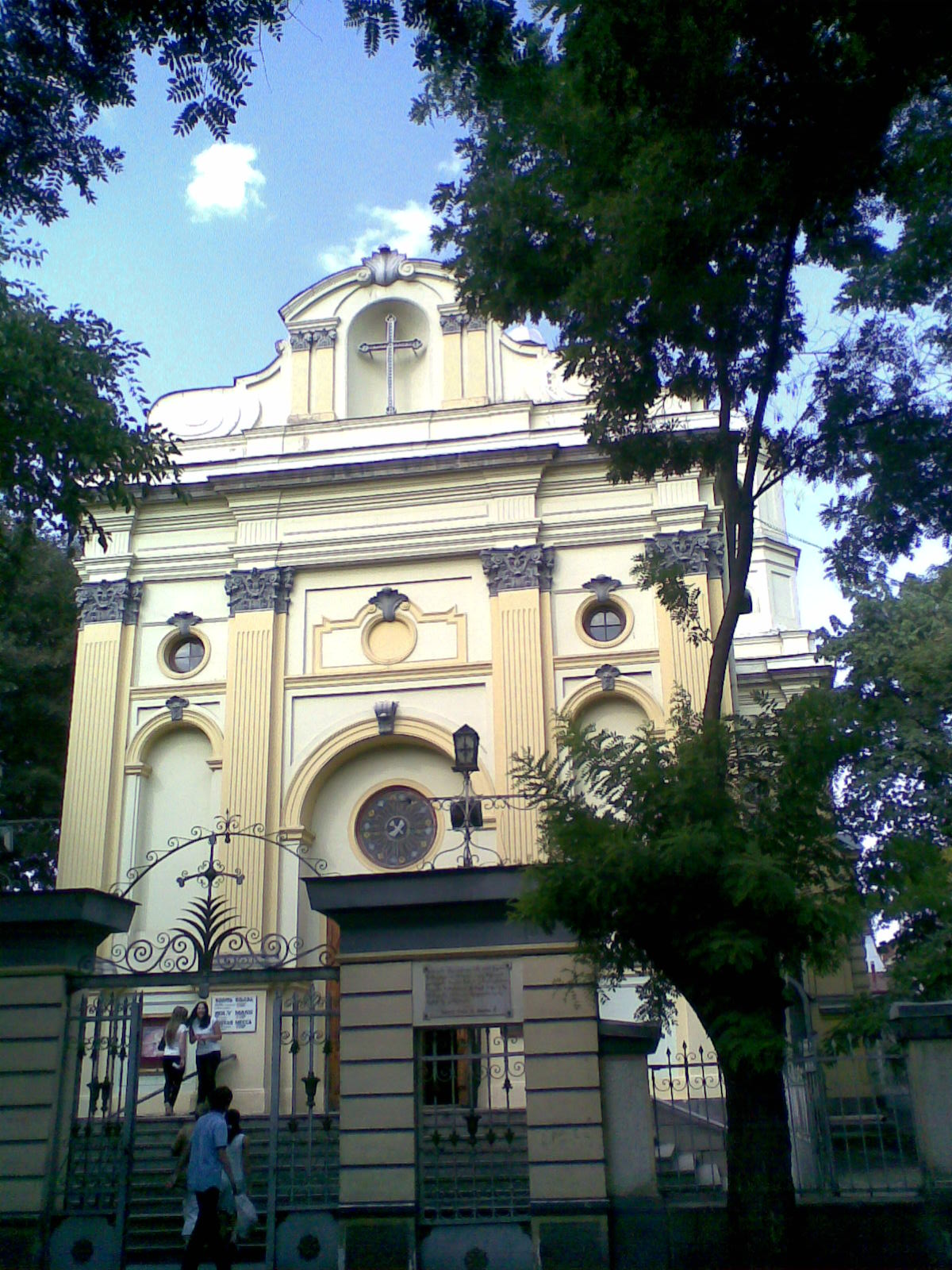
La cathédrale Saints-Pierre-et-Paul.
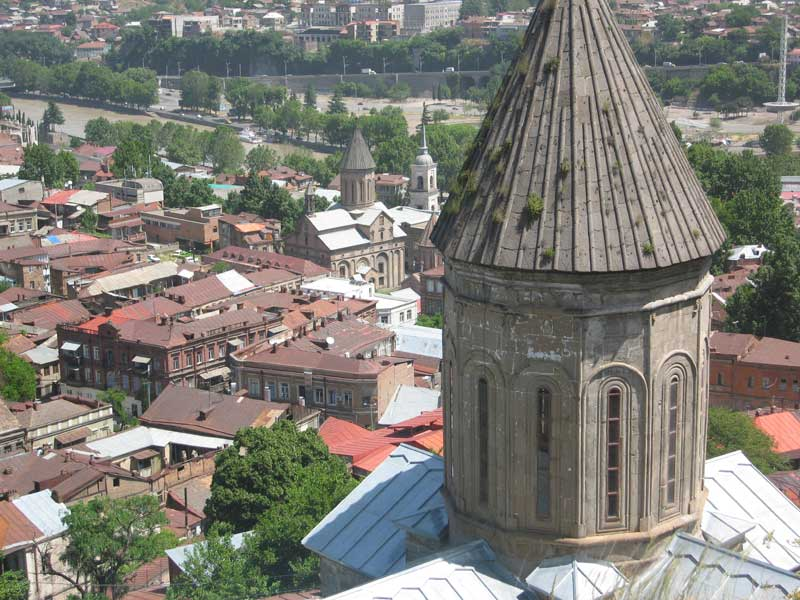
Une église arménienne.

### Lieux et monuments
- Voir Quartiers de Tbilissi
- L'église de Métékhi (XIIIe siècle)
- La cathédrale de Sion (VIe et VIIe siècles)
- La cathédrale de la Trinité
- La basilique d'Antchiskhati (VIe et XVIIe siècles)
- La forteresse de Narikala
- Le musée des arts de Géorgie
- Le panthéon de Mtatsminda
- Le parc Mtatsminda, parc paysager situé au sommet du mont Mtatsminda
- La statue Kartlis Deda
- La grande synagogue de Tbilissi
- Le monastère Lurji
- Le Palais des mariages
- Le pont de la Paix
- Le pont Reine Tamar (ru), conçu par Nikolaï Severov

La principale artère de circulation de Tbilissi, l'avenue Roustavéli est bordée de plusieurs monuments officiels gouvernementaux, d'édifices publics et religieux ainsi que des salles de spectacles, notamment le plus grand cinéma de Tbilissi.
- le conservatoire d'État de Tbilissi ;
- le Musée national géorgien ;
- l'Opéra de Tbilissi ;
- le bâtiment du Parlement ;
- le théâtre national Roustavéli ;
- l'église Saint-Georges-de-Kachvéti ;
- l'Académie nationale des sciences de Géorgie.

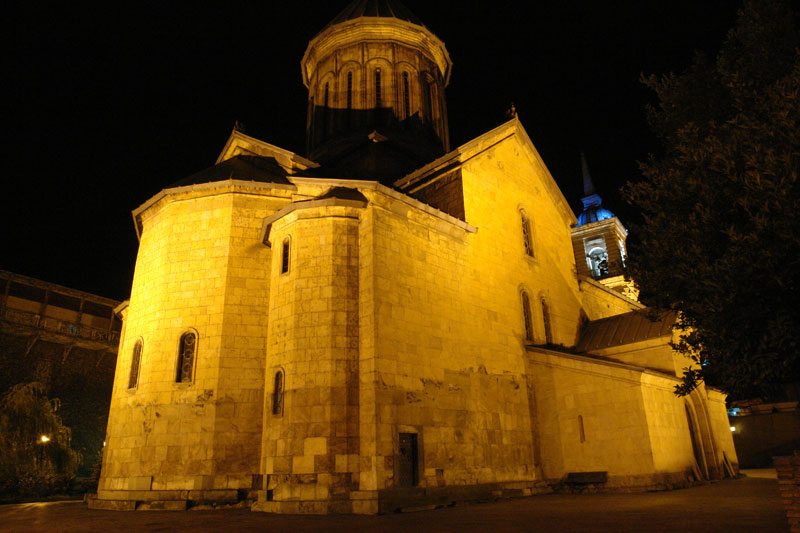
La cathédrale de Sion.
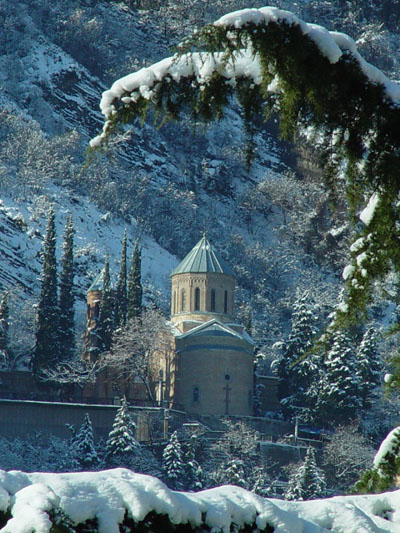
Le panthéon de Mtatsminda.
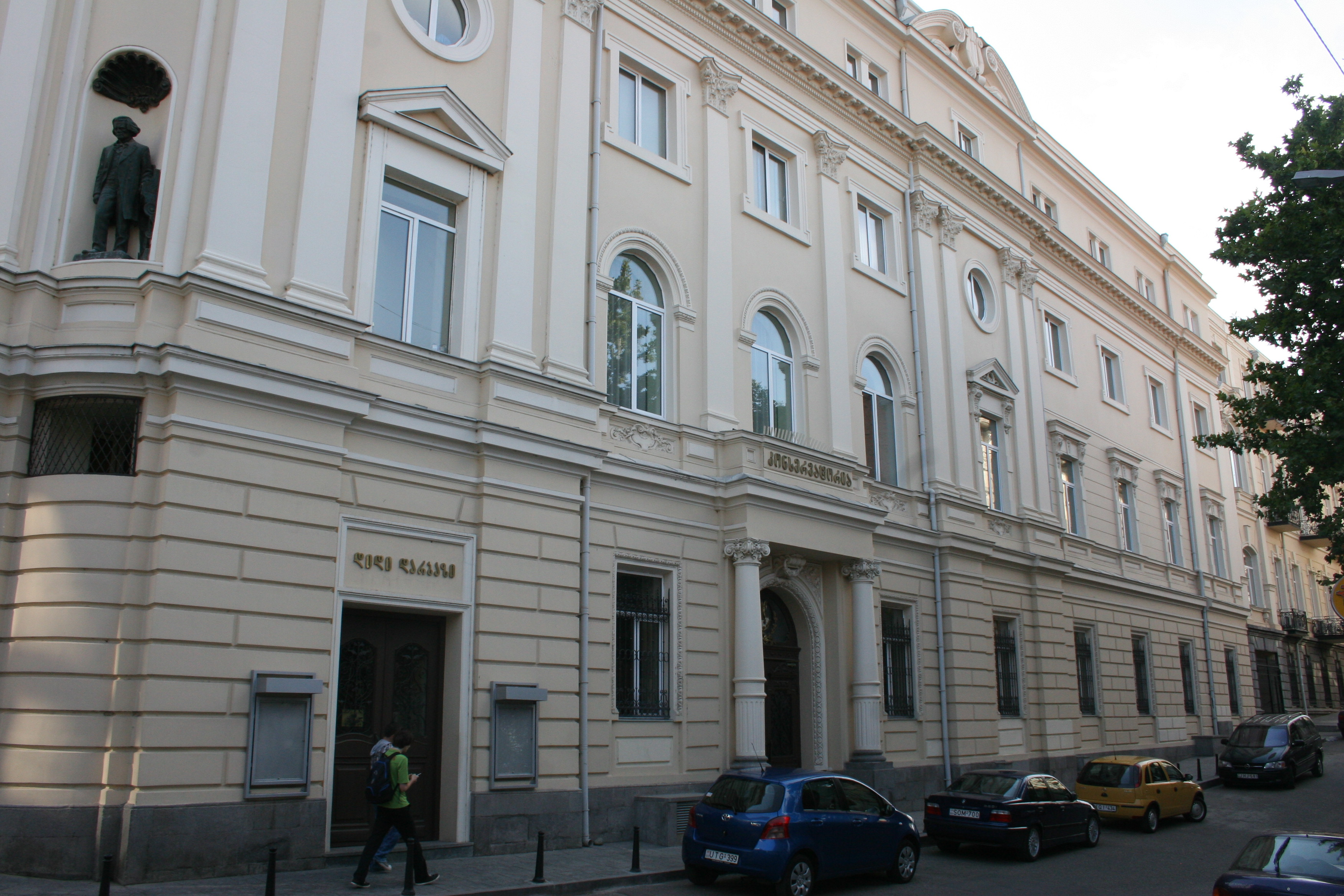
Le conservatoire d'État de Tbilissi.
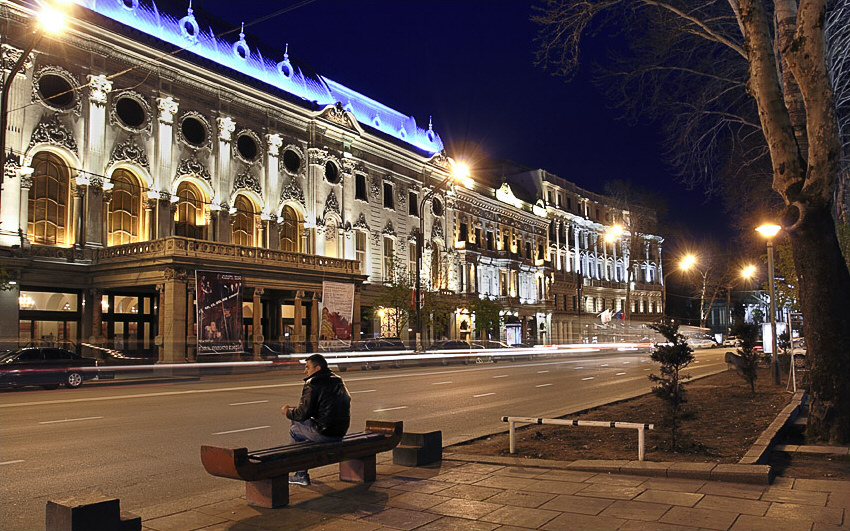
Le théâtre national Roustavéli.
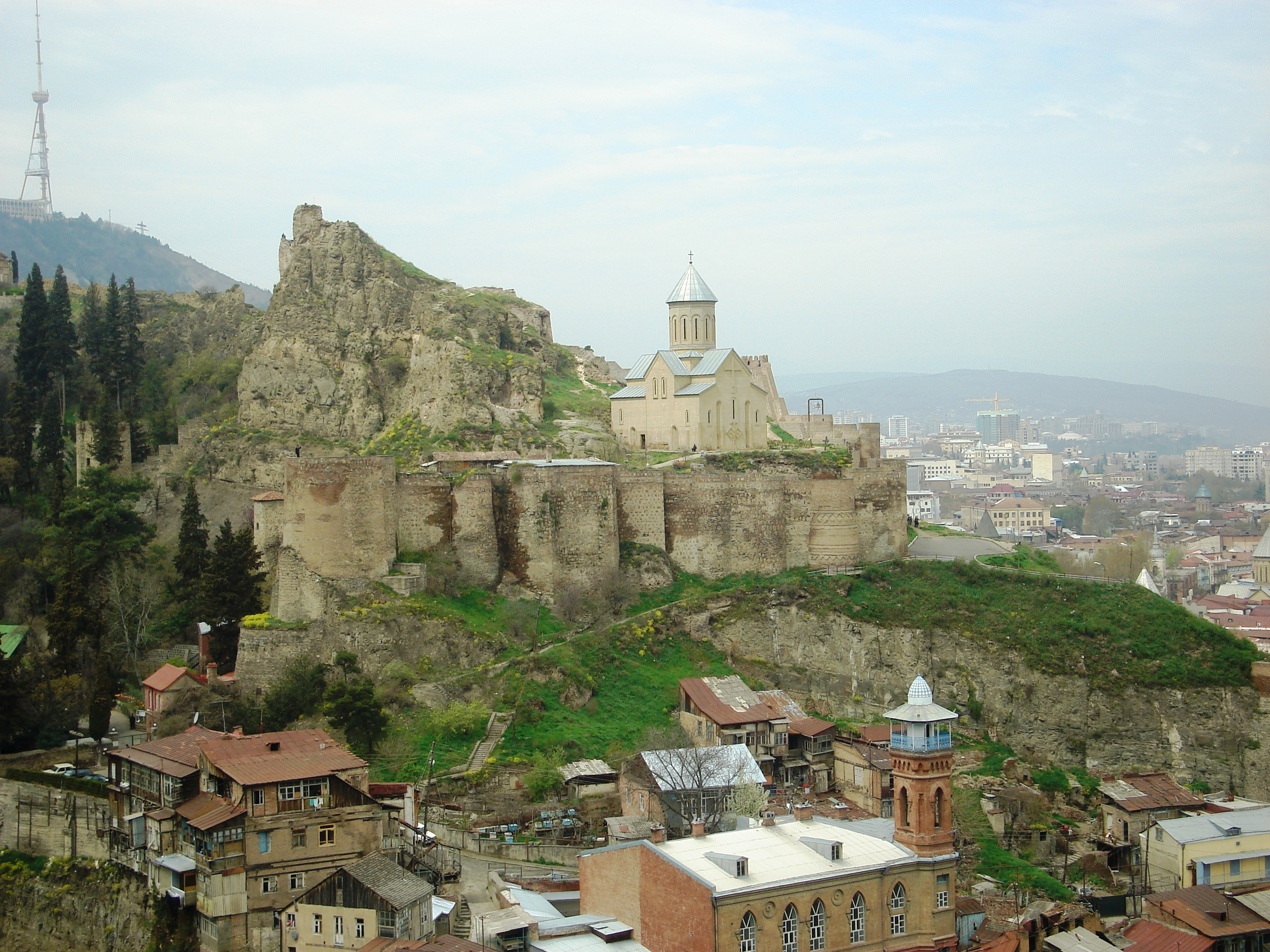
Narikala.

### Tbilissi, la nuit

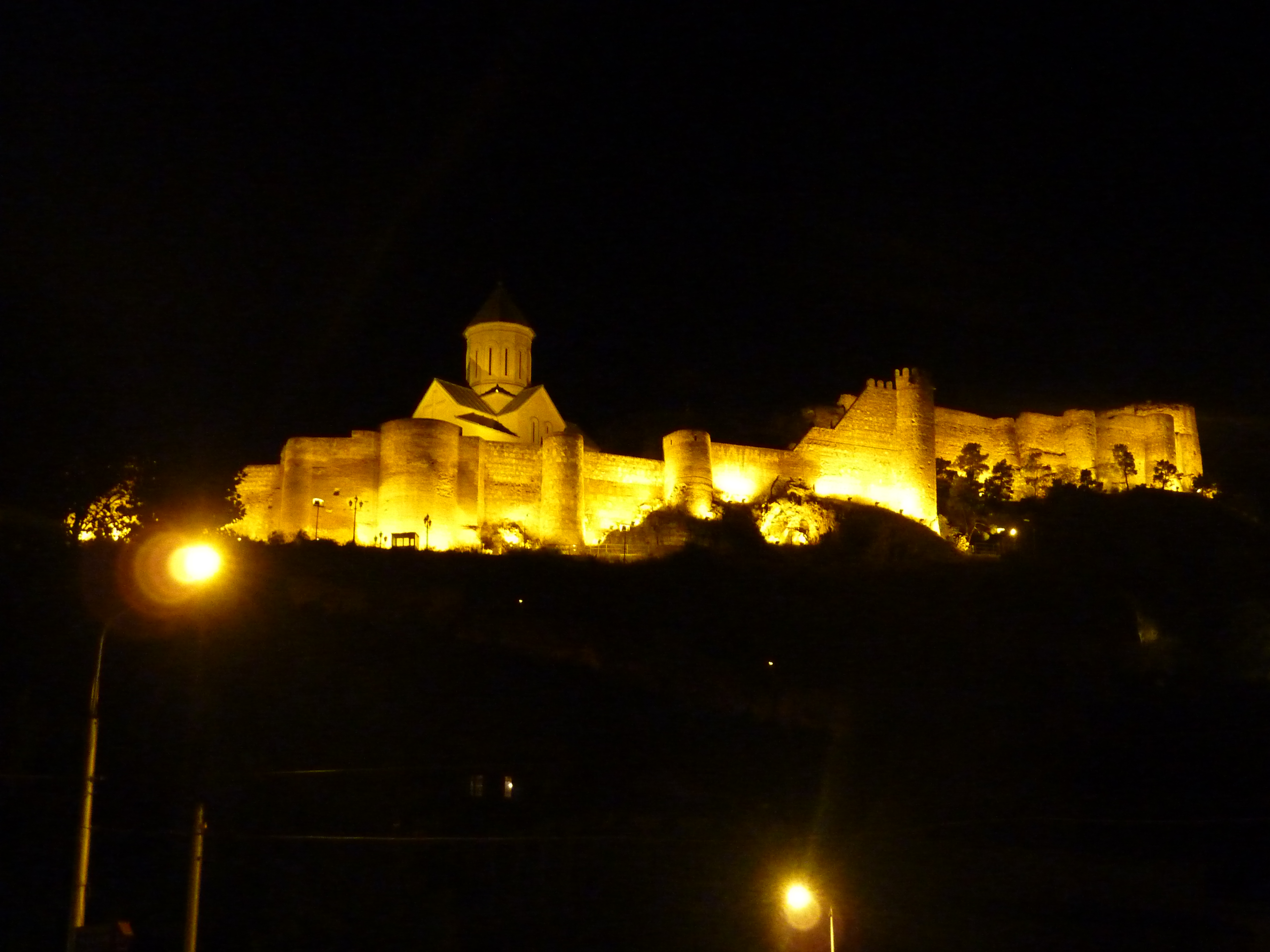
La forteresse de Narikala vue de nuit.
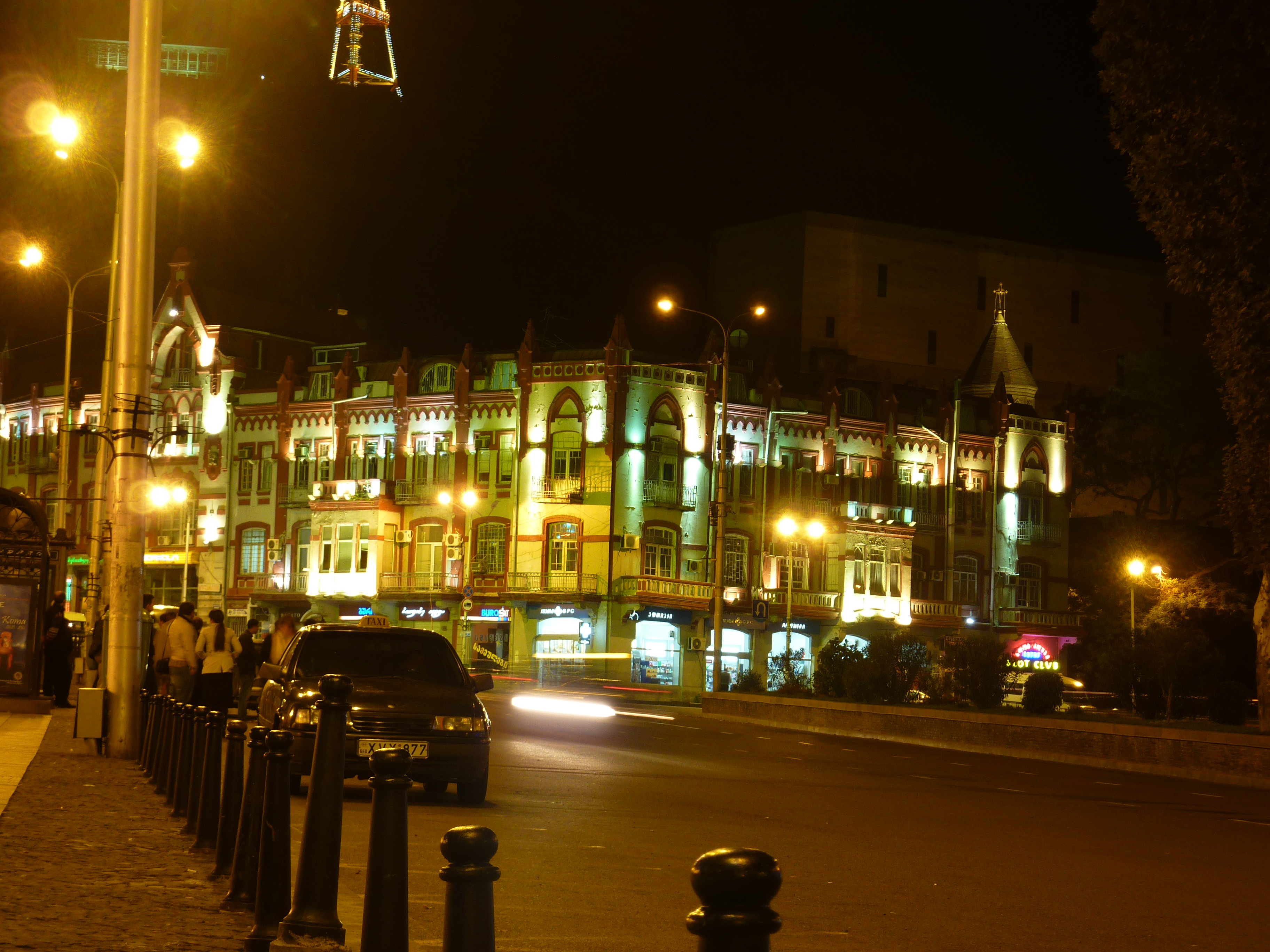
Immeuble du centre-ville éclairé.
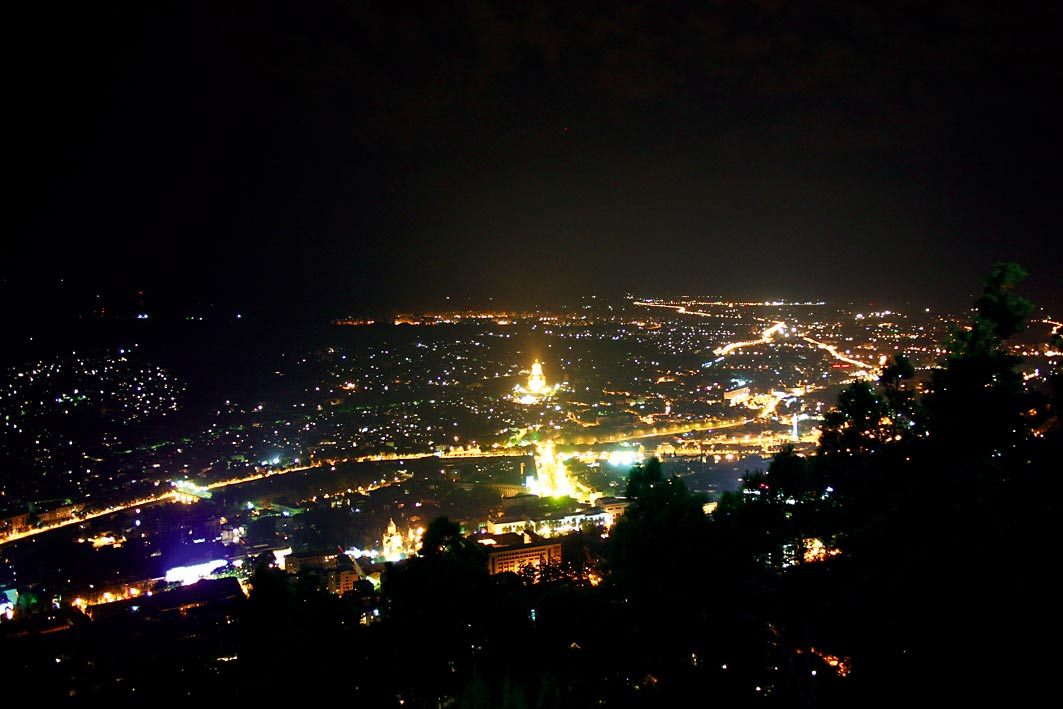
Panorama de nuit.
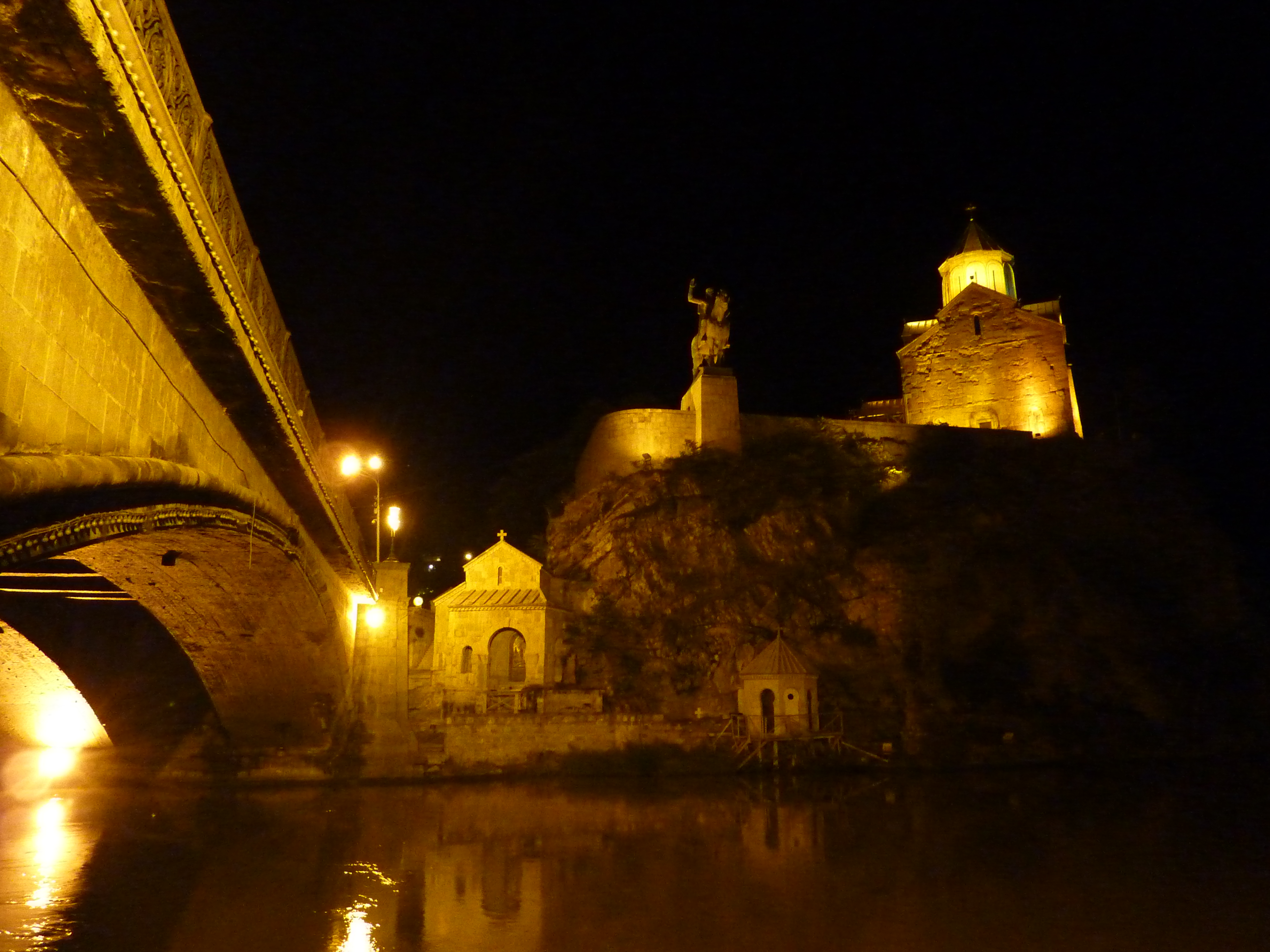
L'église et le pont Méthéki de la Vierge et la petite chapelle Saint-Dodo vus de nuit.
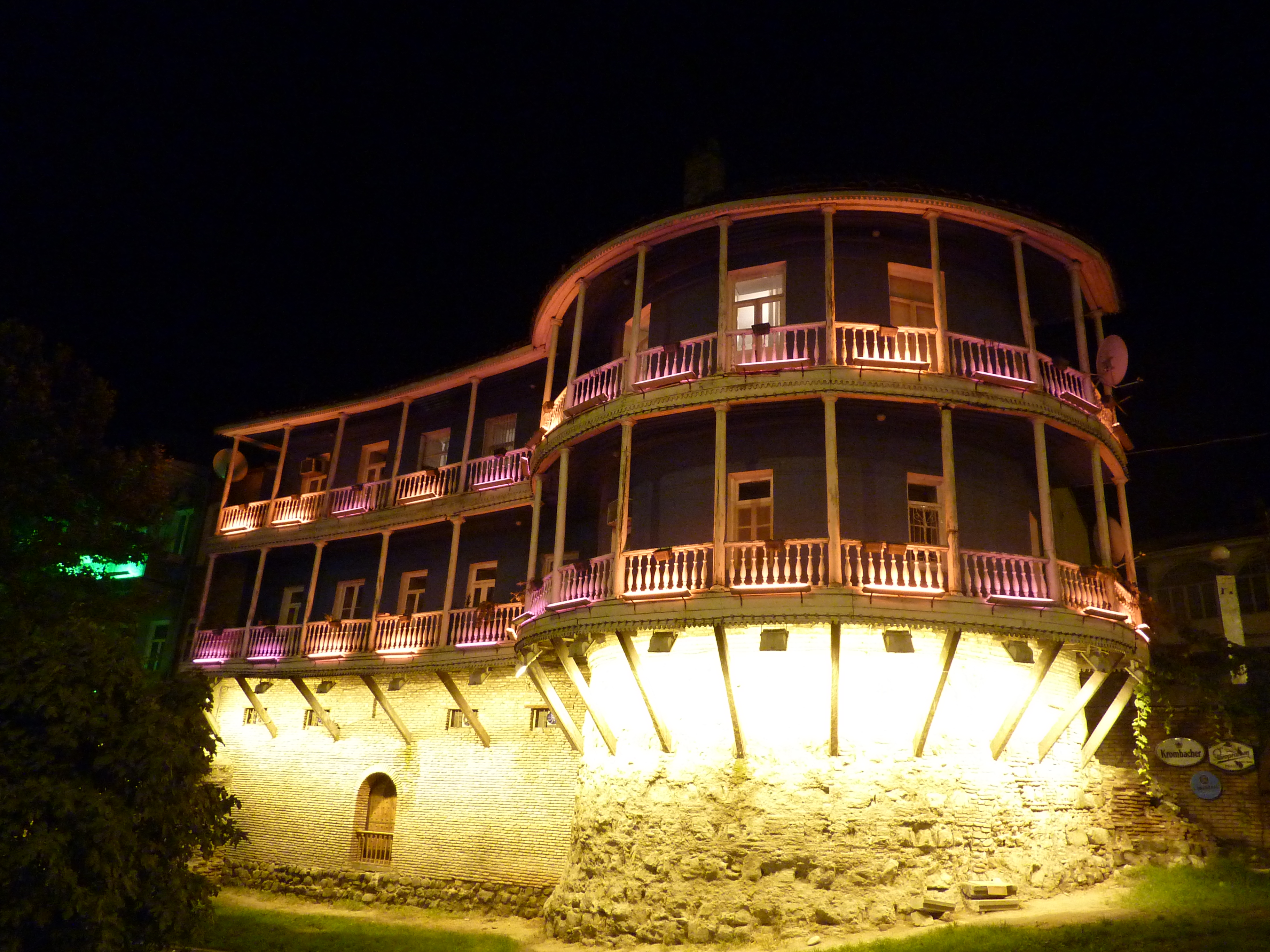
Maison à balcon de bois illuminée, construite sur les remparts de la vieille ville.
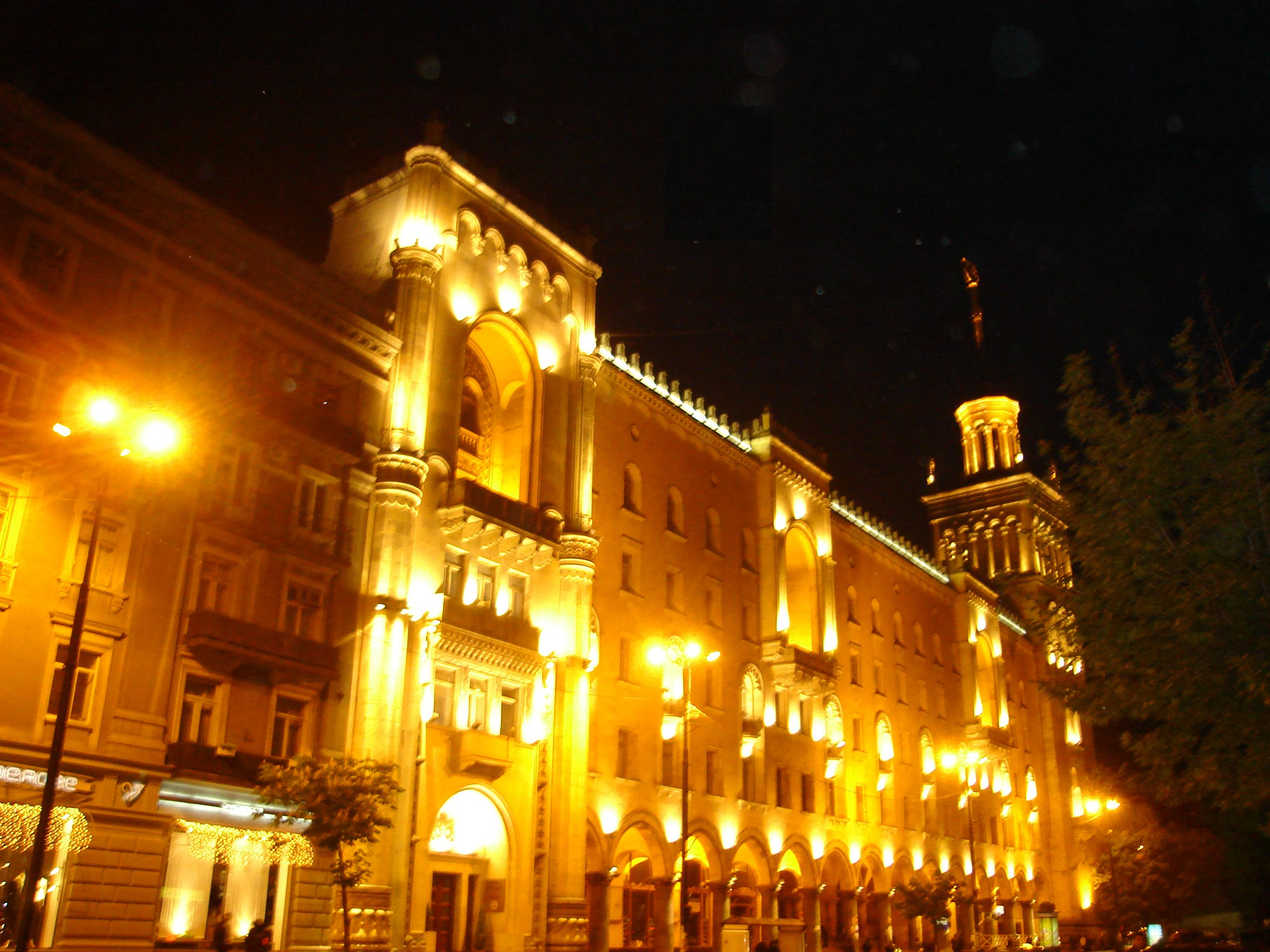
Académie des sciences

### Éducation
- Ministère de l'Éducation et de la Science
- List of universities in Georgia (country) (en)
- Académie nationale des sciences de Géorgie
- Université d'État de théâtre et de cinéma Chota Roustavéli
- Institut George Eliava
- Formations internationales
  - International School of Georgia (en), QSI International School of Tbilisi (en)
- Francophonie en Géorgie
  - École française du Caucase
  - Institut français de Géorgie

### Musées
- Liste de musées en Géorgie, List of museums in Tbilisi (en)
- Musée national géorgien
  - Musée en plein air d'ethnographie de Tbilissi (en)
  - Musée des Beaux-Arts de Géorgie (en) (AMG, ou "Shalva Amiranashvili Museum of Fine Arts")
  - Musée Simon Janashia de Géorgie (ex-Musée national d'histoire de la Géorgie)
- Musée de la culture d'Azerbaïdjan à Tbilissi
- Musée de l'occupation soviétique de Tbilissi
- Centre national des manuscrits de Géorgie
- Jardin botanique de Tbilissi
- Zoo de Tbilissi

### Théâtre
- Opéra de Tbilissi
- Théâtre national Roustavéli
- Théâtre Mardjanichvili
- Petros Adamian Tbilisi State Armenian Drama Theatre
- Berikaoba
- Tbilisi International Festival of Theatre

### Cinéma
- Festival international du film de Tbilissi
- Cinéma Roustavéli

### Musique
- Conservatoire d'État de Tbilissi
- Autres salles de spectacle musical :
- Chanson populaire
- Musique populaire
- Clubbing[36],[37]

## Jumelages
Tbilissi est jumelée avec les villes suivantes:
| Ville | Ville             | Pays | Pays        | Période                    |
| ----- | ----------------- | ---- | ----------- | -------------------------- |
|       | Ankara            |      | Turquie     | depuis 1996                |
|       | Astana,           |      | Kazakhstan  | depuis mars 2005           |
|       | Athènes           |      | Grèce       | depuis 1997                |
|       | Atlanta,          |      | États-Unis  | depuis le 10 octobre 1987  |
|       | Bakou,            |      | Azerbaïdjan | depuis 1993                |
|       | Bilbao,           |      | Espagne     | depuis 1989                |
|       | Bristol,          |      | Royaume-Uni | depuis le 12 juillet 1988  |
|       | Bucarest,         |      | Roumanie    | depuis 2009                |
|       | Budapest,         |      | Hongrie     | depuis 2011                |
|       | Canton            |      | Chine       | depuis 2014                |
|       | Chișinău,         |      | Moldavie    | depuis le 14 octobre 2011  |
|       | Cracovie,         |      | Pologne     | depuis le 13 mai 2009      |
|       | Doha,             |      | Qatar       | depuis 2012                |
|       | Dublin            |      | Irlande     | depuis 2014                |
|       | Erevan,           |      | Arménie     | depuis le 4 juin 1996      |
|       | Innsbruck,        |      | Autriche    | depuis le 9 octobre 1982   |
|       | Istanbul,         |      | Turquie     | depuis le 18 avril 2016    |
|       | Jérusalem,        |      | Israël      | depuis 1998                |
|       | Kharkiv,          |      | Ukraine     | depuis le 13 juin 2012     |
|       | Kiev,             |      | Ukraine     | depuis le 29 mai 1999      |
|       | Lagos             |      | Nigeria     |                            |
|       | Le Caire,         |      | Égypte      | depuis 2012                |
|       | Lima              |      | Pérou       | depuis 2018                |
|       | Lincoln,          |      | États-Unis  | depuis 2013                |
|       | Ljubljana,        |      | Slovénie    | depuis le 7 octobre 1977   |
|       | Lublin,           |      | Pologne     | depuis le 18 octobre 2014  |
|       | Lviv,             |      | Ukraine     | depuis le 6 octobre 2013   |
|       | Minsk,            |      | Biélorussie | depuis 1994                |
|       | Moscou            |      | Russie      |                            |
|       | Nantes,           |      | France      | depuis 1979                |
|       | Odessa,           |      | Ukraine     | depuis le 26 octobre 1996  |
|       | Palerme,          |      | Italie      | depuis le 21 novembre 1987 |
|       | Paris             |      | France      | depuis 1997                |
|       | Prague            |      | Tchéquie    | depuis 2015                |
|       | Riga,             |      | Lettonie    | depuis le 3 avril 2007     |
|       | Saint-Pétersbourg |      | Russie      | depuis 1999                |
|       | Sarrebruck,       |      | Allemagne   | depuis le 22 mars 1975     |
|       | Sofia,            |      | Bulgarie    | depuis 2016                |
|       | Téhéran,          |      | Iran        | depuis 2015                |
|       | Varsovie,         |      | Pologne     | depuis le 8 octobre 2010   |
|       | Vilnius,          |      | Lituanie    | depuis le 19 juin 2009     |

## Dans la fiction
- Plusieurs missions du jeu vidéo Tom Clancy's Splinter Cell se déroulent à Tbilissi.

### Sources
L'Office national des statistiques de Géorgie  publie régulièrement des documents concernant la population et la démographie ; ils contiennent parfois des chiffres légèrement différents pour les mêmes rubriques :   
- (en) GeoStats : « Number of Population as of January 1 », 30 avril 2015,
- (en) Geostats : « 2014 General Population Census», 24 avril 2016,
- (en + ka) GeoStats : « Demographic situation in Georgia », 2016, rapport proposant l'évolution de différents paramètres démographique,
- (en) GeoStats : « Population », 17 janvier 2017, réactualisé en ligne.